# Torre Annunziata
Torre Annunziata è un comune italiano di 39 579 abitanti della città metropolitana di Napoli, in Campania.
Si estende nell'insenatura più interna del golfo di Napoli in uno stretto lembo di terra cinta tra il Vesuvio e il mare: è infatti municipalità della Zona rossa del Vesuvio, importante centro balneare e membro del Parco regionale del fiume Sarno, che ne delimita il confine meridionale con la sua foce.
Fin dalla fondazione ha fatto della pesca, del commercio, del turismo e della produzione della pasta le principali attività, tanto da essere detta Capitale dell'arte bianca, per la massiccia produzione che toccò il picco nel primo dopoguerra, con oltre sessanta tra mulini e pastifici, di cui restano in attività, tra i più noti e premiati al mondo, i marchi Voiello e Setaro. È dal periodo della prima rivoluzione industriale, un importante centro produttivo, prima nel settore metalmeccanico e siderurgico, e, ad oggi, nautico e farmaceutico, oltre che portuale, accogliendo il terzo porto della regione per estensione. È inoltre sede dello Stabilimento militare Spolette, già Reale Fabbrica d'Armi sotto il Regno delle Due Sicilie, e oggi gestita dal Ministero della Cultura.
Sorge sui resti dell'antica Oplontis, città residenziale imperiale e patrizia sepolta dall'eruzione del Vesuvio del 79, di cui conserva l'attiva stazione termale e il sito archeologico, dal 1997 riconosciuto come patrimonio dell'umanità dall'UNESCO.

## Geografia fisica
(Johann Wolfgang von Goethe, 13 marzo 1787, da Viaggio in Italia)

### Territorio
Torre Annunziata sorge nel Golfo di Napoli, alle pendici del Vesuvio, estendendosi da nord ad sud per una lunghezza di circa sei chilometri, in una piccola insenatura compresa tra Capo Oncino e la foce del fiume Sarno, posta innanzi allo scoglio di Rovigliano, un turrito faraglione, sotto cui si insediano colonie di corallo.
Il territorio è pianeggiante ed è costituito principalmente da materiale vulcanico eruttato dal Vesuvio nel corso dei secoli, di cui è testimone l'arenile composto di sabbia nera.

#### Idrografia
Il fiume Sarno, nell'antichità adorato come divinità, è stato motivo del rigoglio urbano del comune, tanto da essere sottoposto a canalizzazione per fornire il necessario sostentamento ai mulini nella prima epoca di produzione della pasta con un'opera voluta dal conte Muzio Tuttavilla verso la fine del XVI secolo.
Tuttavia è oggi tra i principali motivi dell'inquinamento marino, essendo riconosciuto come il corso d'acqua più inquinato d'Europa, a causa di sversamenti illegali e mancanza, in alcuni comuni che il fiume attraversa, di adeguati sistemi di riqualificazione delle acque.
Per tale motivo sono in atto opere di depurazione del bacino.

#### Rischi ambientali
All'inquinamento provocato dal fiume Sarno, si è aggiunto, soprattutto nel secolo scorso, quello provocato dalle attività industriali locali. Si è tuttavia contestualmente formata una sensibilità ambientale, ed ora le condizioni di inquinamento delle acque marine sono in progressivo miglioramento.
L'area è stata interessata dal sisma del 1980, che provocò numerosi sfollati ed aprí una crisi nella statica di alcuni edifici, in particolare nel Rione Carceri, che è ancora in atto e non manca di destare l'interesse nazionale.
Il principale rischio ambientale è, però, di natura vulcanica, per cui il comune è posto nella cosiddetta zona rossa, quella a maggior rischio di catastrofe nel caso di ripresa dell'attività eruttiva.

### Clima
Torre Annunziata gode di un clima tipicamente mediterraneo, con temperature estive che oscillano tra i 25 e i 37 gradi, mentre le medie invernali sono comprese tra i 7 e i 14 gradi. Essendo posta in riva al mare è molto ventilata dalle correnti marine ed è ben protetta dal massiccio del Vesuvio dai venti freddi che provengono dall'entroterra campano.
| Torre Annunziata                   | Mesi | Mesi | Mesi | Mesi | Mesi | Mesi | Mesi | Mesi | Mesi | Mesi | Mesi | Mesi | Stagioni | Stagioni | Stagioni | Stagioni | Anno |
| Torre Annunziata                   | Gen  | Feb  | Mar  | Apr  | Mag  | Giu  | Lug  | Ago  | Set  | Ott  | Nov  | Dic  | Inv      | Pri      | Est      | Aut      | Anno |
| ---------------------------------- | ---- | ---- | ---- | ---- | ---- | ---- | ---- | ---- | ---- | ---- | ---- | ---- | -------- | -------- | -------- | -------- | ---- |
| T. max. media (°C)                 | 13   | 13   | 14   | 18   | 22   | 26   | 29   | 29   | 26   | 22   | 17   | 14   | 13,3     | 18       | 28       | 21,7     | 20,3 |
| T. min. media (°C)                 | 7    | 7    | 8    | 11   | 14   | 18   | 20   | 20   | 18   | 15   | 12   | 9    | 7,7      | 11       | 19,3     | 15       | 13,3 |
| Precipitazioni (mm)                | 69   | 57   | 57   | 39   | 34   | 16   | 24   | 38   | 48   | 70   | 102  | 87   | 213      | 130      | 78       | 220      | 641  |
| Giorni di pioggia                  | 10   | 11   | 10   | 9    | 7    | 5    | 2    | 3    | 7    | 10   | 11   | 13   | 34       | 26       | 10       | 28       | 98   |
| Eliofania assoluta (ore al giorno) | 4    | 5    | 5    | 7    | 8    | 9    | 10   | 10   | 8    | 6    | 4    | 3    | 4        | 6,7      | 9,7      | 6        | 6,6  |

- Classificazione climatica: zona C, 1123 GG[18]

## Origini del nome

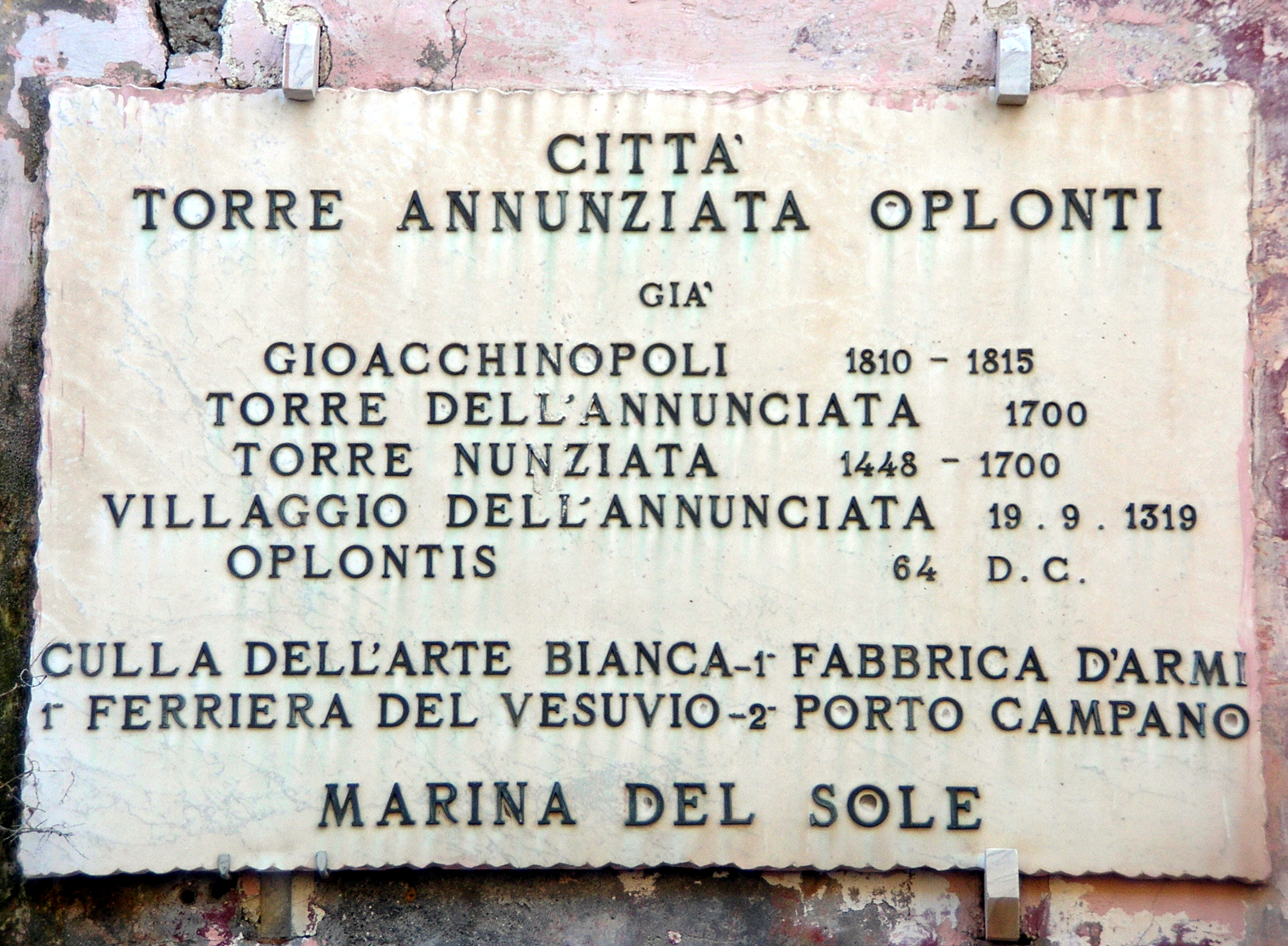
Lapide dei toponimi in piazza Nicotera.

L'etimologia del nome Torre Annunziata risale all'epoca della fondazione avvenuta nel XIV secolo, quando nel punto in cui sorge la Basilica Ave Gratia Plena fu eretta una piccola chiesa dedicata alla Vergine dell'Annunciata, in una zona appartenente alla Contea di Sarno. Poco tempo dopo, il conte Raimondo Orsini fece erigere una torre a difesa degli abitanti, per cui la borgata iniziò ad essere chiamata Torre dell'Annunciata o dell'Annunziata. Dopo un lustro in cui divenne Gioacchinopoli tra il 1810 ed il 1815, con il ritorno al potere di Ferdinando I delle Due Sicilie si ritornò al vecchio toponimo divenendo definitivamente Torre Annunziata.

## Storia

### Età antica: Lo splendore di Oplontis

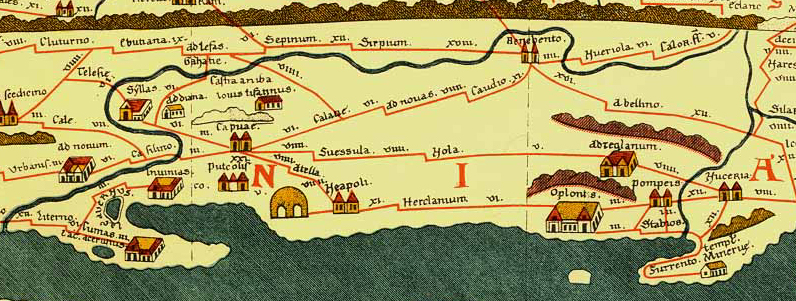
Oplontis sulla Tabula Peutingeriana.

Località segnata sulla Tabula Peutingeriana con la simbologia usata per i siti termali. I primi abitanti della costa vesuviana e della valle del Sarno furono i Sarrastri mescolati ai Pelasgi, poi gli Osci. Nell'VIII secolo a.C. seguirono i Greci e poi gli Etruschi. Verso la fine del V secolo iniziò in Campania la dominazione dei Sanniti, spazzata via dai Romani solo nell'89 a.C.

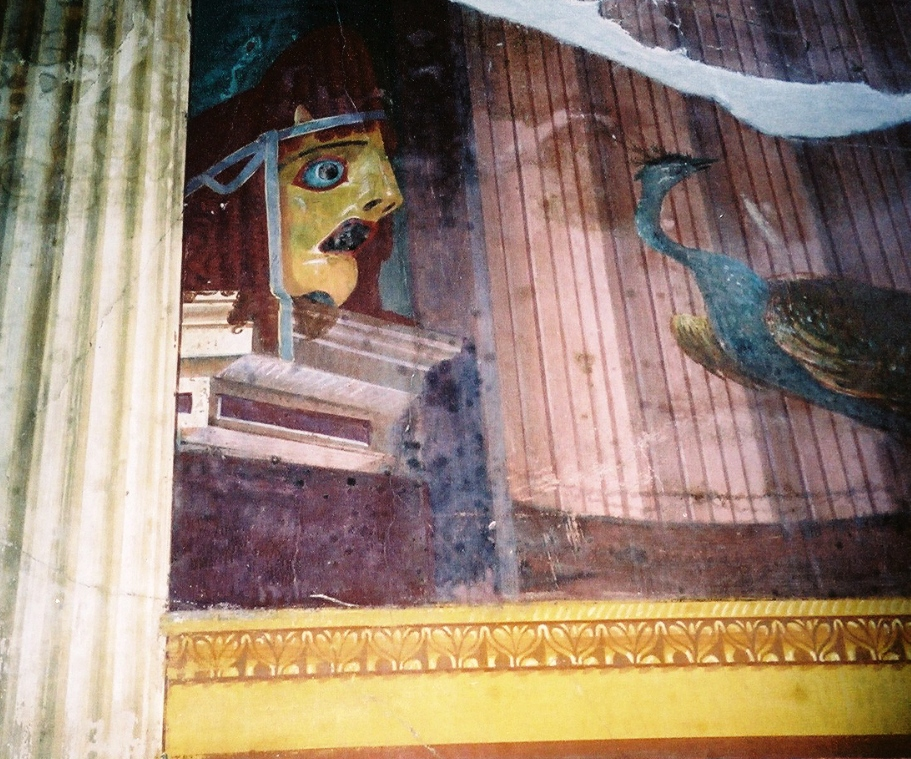
Un affresco negli scavi di Oplonti.

### Età medievale: la Silva mala e il Nemus Regalis

#### Tardo Antico e Alto Medioevo
L'eruzione del Vesuvio del 79 distrusse tutto, dando inizio ad un periodo oscuro di circa un millennio durante il quale comparve una fitta vegetazione, il luogo fu così denominato Silva mala, poiché infestata da belve e ladroni. Il territorio fu altresì razziato da Genserico (da qui il culto della Festa dei Gigli di Nola); subì devastazioni durante la Guerra gotica (535-553) e le incursioni dei Saraceni, che saccheggiarono il monastero di Rovigliano nel 989. Verso l'anno 1000 si ebbero alcuni stanziamenti di abitanti presso il mare, dediti alla pesca e all'agricoltura, che man mano ripopolarono tutta la zona. E i boschi del sito divennero riserva reale di caccia. Il quartiere Terravecchia è sorto sul territorio di Silva mala (poi "Bosco delle tre Case") e il quartiere Grazie in quello di "Nemus Regalis" (Bosco Reale) e il quartiere Annunziata al centro tra i due da cui era separato da due rii.

#### La fondazione
Il 19 settembre 1319, Carlo d'Angiò donò con diploma emesso in Aversa per Don Bartolomeo di Capua Ministro di Stato e Protonotario del Regno, quattro moggia di terra a dei fedeli, Guglielmo di Nocera, Puccio Franconi di Napoli, Andrea Perrucci di Scafati, Matteo di Avitaya (Avitabile) che fondarono una chiesa dedicata alla Vergine Annunziata, un piccolo monastero e un ospizio nel luogo detto "La Calcarola".

#### Turris Sanctissima Annunciatae de Scafata
Con la dinastia angioina, Raimondo Orsini del Balzo conte di Nola fece costruire una prima Torre per la difesa. Tutto il casale (uno dei 33 casali di Napoli) prese, quindi, il nome di "Torre dell'Annunciata" e si sviluppò a fianco di quello di "Terra Vecchia", a nord, parte dello Stato di Valle, feudo dei Piccolomini. Nel periodo Aragonese (1415) la regina Giovanna II d'Angiò donò il Casale e parte della Silva mala, in feudo ad un amalfitano, Conte Nicolò D'Alagno o d'Alagna o Alaneo, come scritto nell'epigrafe sotto l'arma, posta sul muro dello scalone lateranense (Arma Magnifici Militis Nicolai de Alaneo de Napoli Senatoris MCCCCVIII) primo feudatario (padre di Lucrezia favorita del re Alfonso V d'Aragona), che costruì una seconda Torre ben più robusta.

### Età moderna: Due feudi, due Principi

#### Torre Nunziata
Al dominio come feudo rustico della famiglia d'Alagna (1419-1512) succedettero i Galluccio di Tora (1512-1517), gli spagnoli de Bucchis italianizzato in Bucca (1517-1592-1608), i franco-normanni Tuttavilla conti di Sarno (1592- 1614).
Nel XVII secolo si susseguirono le famiglie romane dei Colonna principi di Gallicano e duchi di Zagarolo (1624-1653) e dei Barberini principi di Palestrina (1662-1705) che acquistarono il feudo all'asta il 26 dicembre 1662.
Ultimi feudatari furono i toscani Massarenghi (1705-1714) e gli amalfitani Dentice del Pesce principi di Frasso (1714-1806).
Il feudo si estese, furono costruiti mulini e la Real Zecca alla foce del Canale del Sarno (1597, consulente l'architetto Domenico Fontana) per sfruttare le sue acque.

#### Torre dell'Annunciata
Il feudo di Torre Annunziata era completamente circondato dallo Stato di Valle dei principi Piccolomini in continuum abitativo territoriale e le dispute sui confini si protrassero per secoli. La borgata di Torre dell'Annunciata si ampliò urbanisticamente con la costruzione, prima di nuove chiese e poi di case e opifici, la Real Polveriera (1652). L'eruzione del Vesuvio del 1631 distrusse quasi completamente tutta la zona e le borgate, ma la ricostruzione iniziò subito, richiamando gente principalmente dalla costiera Sorrentina e da tutte le parti d'Italia, finanche dall'estero. Carlo III diede un importante impulso industriale facendovi costruire nel 1758 la Real Fabbrica d'armi (che vide la luce grazie prima a Francesco Sabatini, della scuola vanvitelliana e poi a Ferdinando Fuga), la Real Ferriera (1791), che si affiancò allo sviluppo dei mulini e dei pastifici per l'afflusso sempre maggiore di popolazione, segnando così l'inizio dell'Ottocento, secolo d'oro della città.

### Età contemporanea: Gioacchinopoli

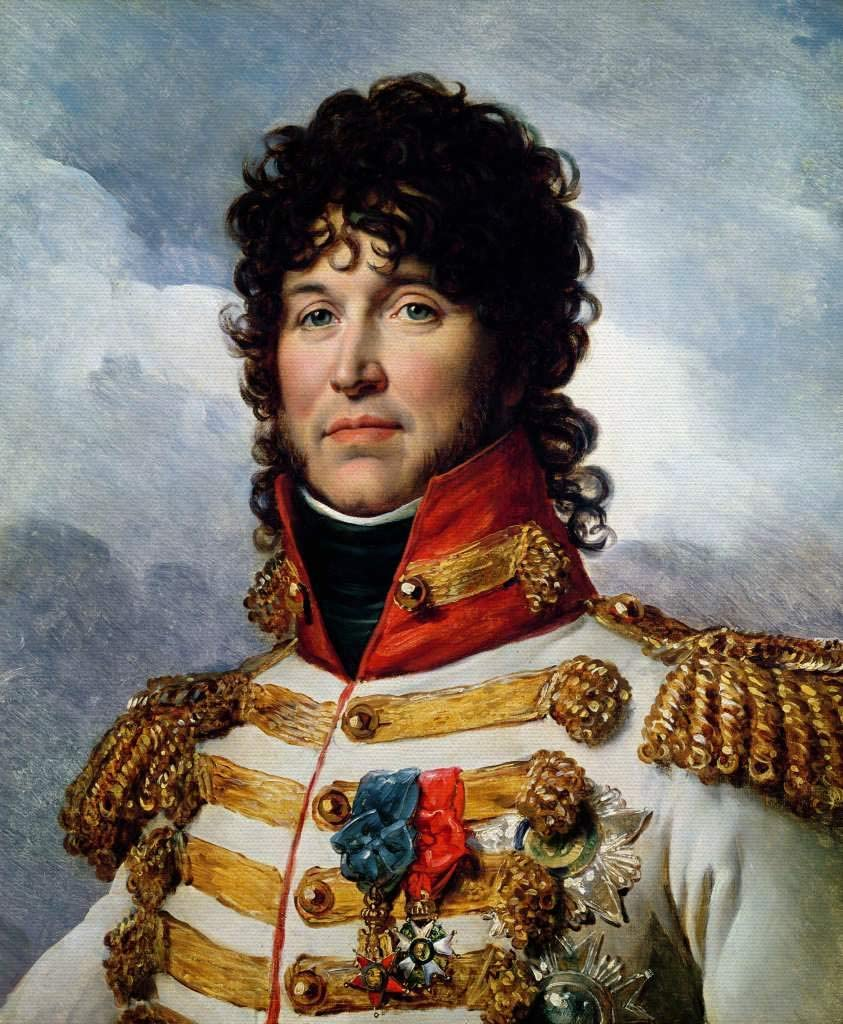
Ritratto di Gioacchino Murat. Dal 1810 al 1815, Torre Annunziata tramutò il nome in Gioacchinopoli.

#### Gli anni d'oro

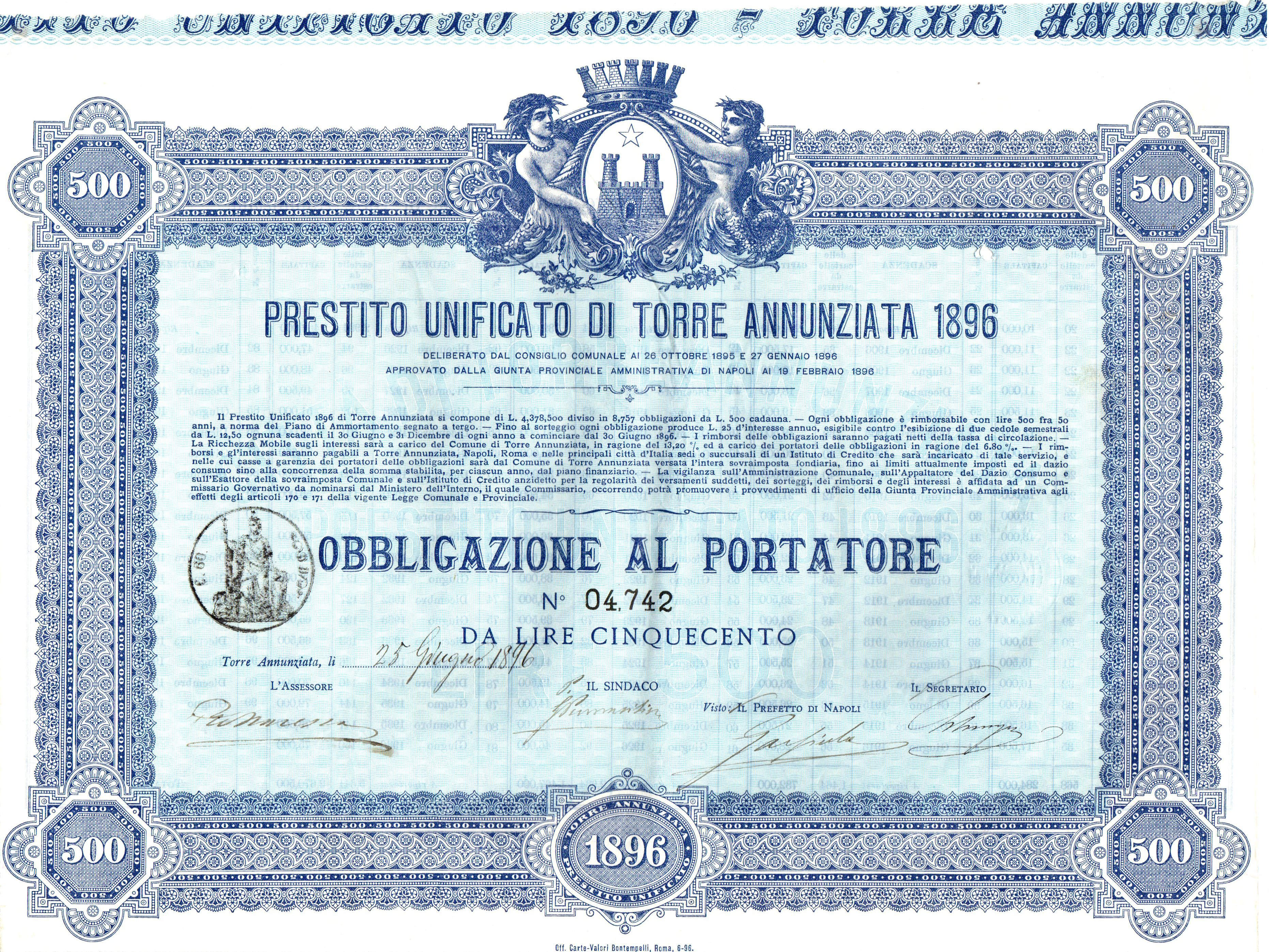
Prestito Unificato di Torre Annunziata del 1896.

Nel 1806 sotto il regno di Giuseppe Bonaparte cessò ogni dominio feudale. Dal 1810 al 1815, regnando a Napoli Gioacchino Murat, Torre Annunziata divenne Gioacchinopoli (fusione dei casali di Torre Annunziata e Terravecchia).
Nel 1842 sotto la restaurazione borbonica si prolungò la ferrovia da Portici fino a Torre Annunziata. Con il Regno d'Italia fu prolungata fino in Calabria. Nel 1871 furono terminati i lavori del porto e dello scalo marittimo delle ferrovie. Si ebbe un notevole sviluppo commerciale con importazione di grano e carbone e un'esportazione mondiale di paste alimentari. Si aggregarono al comune di Torre Annunziata le frazioni Oncino e Grazie. Alla fine dell'Ottocento Torre Annunziata era un immenso pastificio che assorbiva il 60% della forza lavoro. Nel 1887 nasce la Ferriera del Vesuvio e nel 1898 la Circumvesuviana. Le attività industriali fiorirono fino alla seconda guerra mondiale, nonostante le eruzioni del Vesuvio del 1906 e la prima guerra mondiale.

#### La Grande Torre Annunziata
Il 13 aprile 1928 si costituì il comune autonomo di Pompei, Torre Annunziata cedette le frazioni La Civita di Valle e Pontenuovo, ovvero l'intero territorio degli Scavi archeologici di Pompei fino al Santuario della Beata Vergine del Rosario di Pompei. Il 1943 fu l'anno della crisi dell'"arte bianca". Nel 1946 i comuni di Boscotrecase e Boscoreale, aggregati in precedenza alla "Grande Torre Annunziata", seconda città della Campania per popolazione e sviluppo, riottennero l'autonomia. La richiesta di compensazione territoriale con l'aggregazione della frazione Santa Maria La Bruna (Torre del Greco) e di Trecase, all'epoca frazione di Boscotrecase, non ebbe esito.

#### Storia recente
A partire dagli anni novanta, l'intervento pubblico, per fronteggiare la crisi economica e sociale che ha riguardato l'intera area con la chiusura dei principali stabilimenti localizzati a Torre Annunziata, si è espresso attraverso la Programmazione negoziata ovvero la stipula con le parti sociali di un Contratto d'Area "Torrese-Stabiese" al fine di riutilizzare le aree industriali dismesse con nuove iniziative imprenditoriali e fronteggiare la disoccupazione a livello locale. Il contratto d'area è stato gestito dalla TESS che attualmente, divenuta agenzia di sviluppo locale, si occupa di un'area più vasta denominata "Costa del Vesuvio" che unisce l'area torrese-stabiese e quella attigua precedentemente interessata dal Patto territoriale del Miglio d'Oro.

### Simboli
Lo stemma è stato riconosciuto con decreto del capo del governo del 28 gennaio 1938.
Il gonfalone, concesso con regio decreto dell'11 gennaio 1940, è un drappo di azzurro.

## Monumenti e luoghi d'interesse

### Architetture religiose

#### Chiese cattoliche nell'Arcidiocesi di Napoli
Quartieri Terravecchia, Fuori Porta e Oncino:
- Santuario dello Spirito Santo - Chiesa Comunale del Carmine (1787) (vi si venera San Felicio);
- Immacolata Concezione (1635);
- Chiesa di Santa Teresa (già di Santa Maria di Costantinopoli e San Giuseppe) (1637);
- Sacro Cuore di Gesù;
- Santissima Trinità;
- Parrocchia Santa Maria del Buon Consiglio e S. Antonio, su smbuonconsiglioesantantonio.it. URL consultato il 5 agosto 2019 (archiviato dall'url originale il 16 gennaio 2018).

#### Chiese cattoliche nella Diocesi di Nola
Quartieri Annunziata, Grazie, Carminiello:
- Basilica Pontificia Ave Gratia Plena - Santuario della Madonna della Neve, dove è conservata l'immagine della "Madonna della Neve"; Madonna della Neve
- Sant'Alfonso Maria de' Liguori;
- Maria SS. del Carmelo;
- San Francesco di Paola;

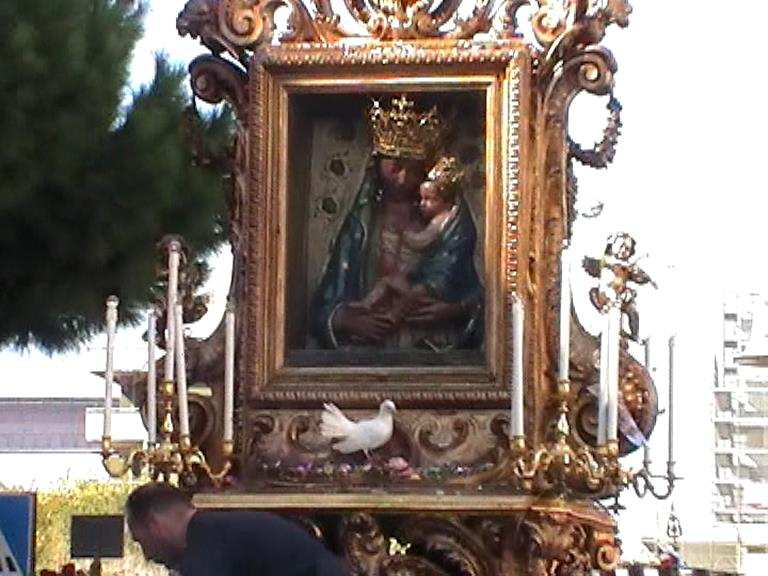
Madonna della Neve

- San Giuseppe, sita alla via Plinio 361 in località Croce di Pasella, ai confini con Pompei, fu costruita nel 1907 come cappella gentilizia di una nota famiglia della zona. Completata dal venerabile Eustachio Montemurro e dal beato Bartolo Longo, venne eretta a parrocchia nel 1967 e restaurata totalmente nel 2006.
- San Michele Arcangelo.

#### Chiese di altri culti
- Chiesa Evangelica Luterana in Italia (quartiere Carminiello)

#### Arciconfraternite e cappelle
Quartiere Annunziata:
- Arciconfraternita del Suffragio, fondata nel 1650.

Borgata del Principio:
- Cappella di Santa Maria del Principio XVII secolo.

Quartiere Terravecchia:
- Arciconfraternita del Rosario, fondata nel 1664.
- Arciconfraternita di Sant'Agostino e Santa Monica, detta del Carmine.
- Arciconfraternita del Santissimo Sacramento.

Quartiere Bottaro:
- Cappella di Sant'Antonio a Bottaro.

#### Monasteri e conventi
Quartiere Annunziata:
- Ex Convento dei Celestini (1448 poi Orfanotrofio Comunale, fa parte del complesso monumentale della Basilica Ave Gratia Plena - Santuario della Madonna della Neve).

Borgata del Principio:
- Ex Ospizio degli Agostiniani (1631).

Quartiere Terravecchia:
- Foresteria del Convento degli Alcantarini (XVII secolo), già dei Carmelitani e degli Olivetani.
- Ex Convento (poi Ospedale Civile).
- Ex Convento dei Francescani (sede della Guardia di Finanza).
- Chiesa palatina di San Gennaro (1645, sconsacrata).

#### Edicole votive

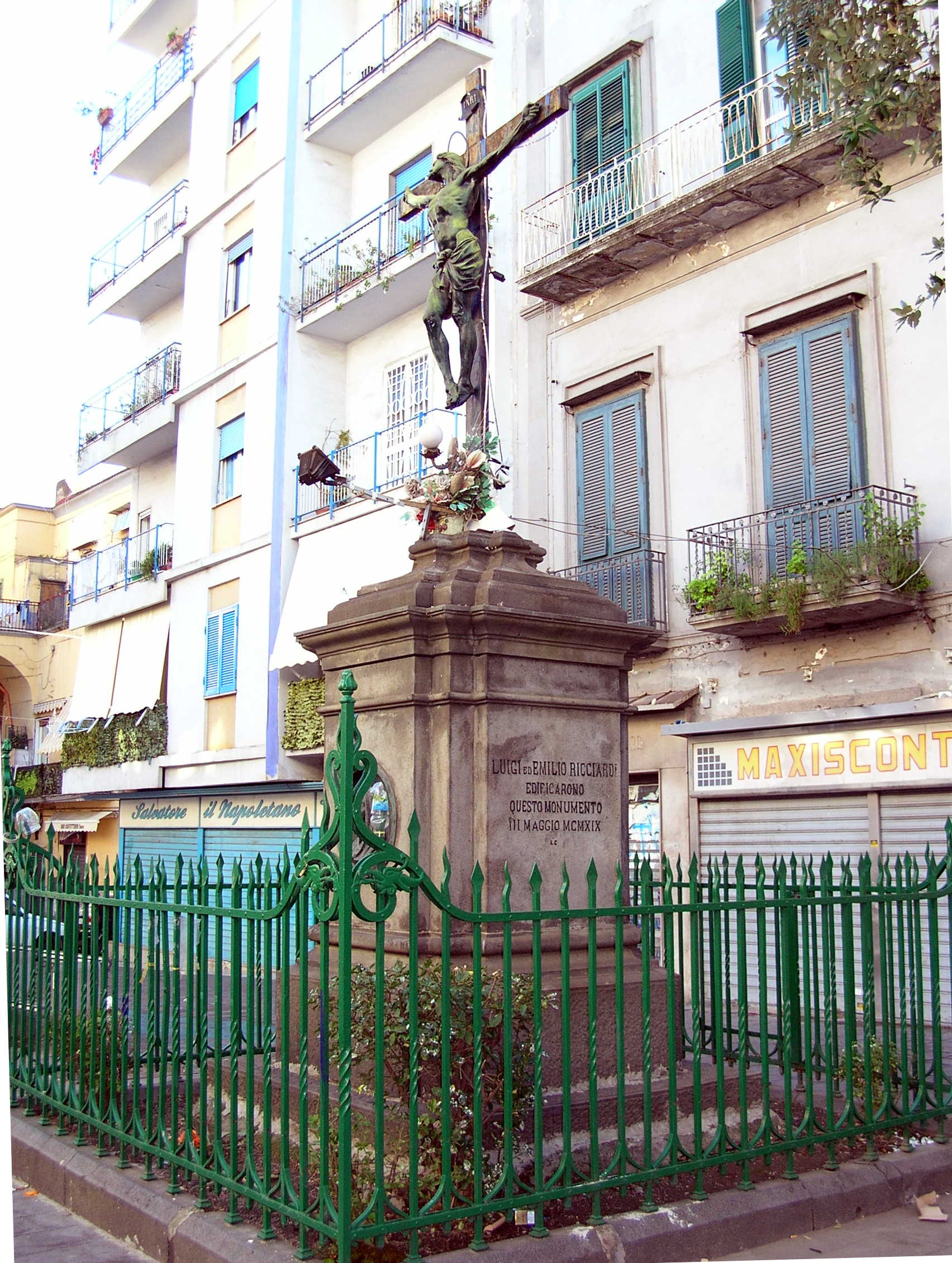
Il crocifisso di piazza Cesare Battisti.

Le edicole votive, talvolta veri tempietti, sono oltre cento tra quelle affrescate, maiolicate, in cotto, in bronzo, contenenti statuine e dipinti.
- Crocefisso eretto dai fratelli Paolo ed Emilio Ricciardi nel 1919 in piazza Cesare Battisti.

#### Cimiteri
- Cimitero Comunale, costruito nel 1830 e benedetto nel 1832;
- Cappella dell'Arciconfraternita del Santissimo Sacramento (1856);
- Ex Cappella de La Ville Sur Yllôns;
- Cappella dell'Arciconfraternita dei SS. Agostino e Monica (Carmine Vecchio e Nuovo) (1871);
- Cappella del Rosario (1861);
- Cappella della Congrega del Suffragio (1863);
- Ipogeo della Cappella della Pietà;
- Ipogeo di Santa Maria delle Grazie;
- Ipogeo di Santa Maria Addolorata.

### Architetture civili

#### Palazzi, ville, masserie
Quartiere Annunziata:
- Palazzo della Taverna Grande alla Marina

Quartiere Grazie:
- Palazzo del Principe di Genzano - de Marino (già Taverna di Basso, detto "Palazzo della Caccia al Bufalo")
- Masseria Grande della Baronal Corte, detta del Gioco
- Villa Fiorenza

Quartiere Terravecchia:

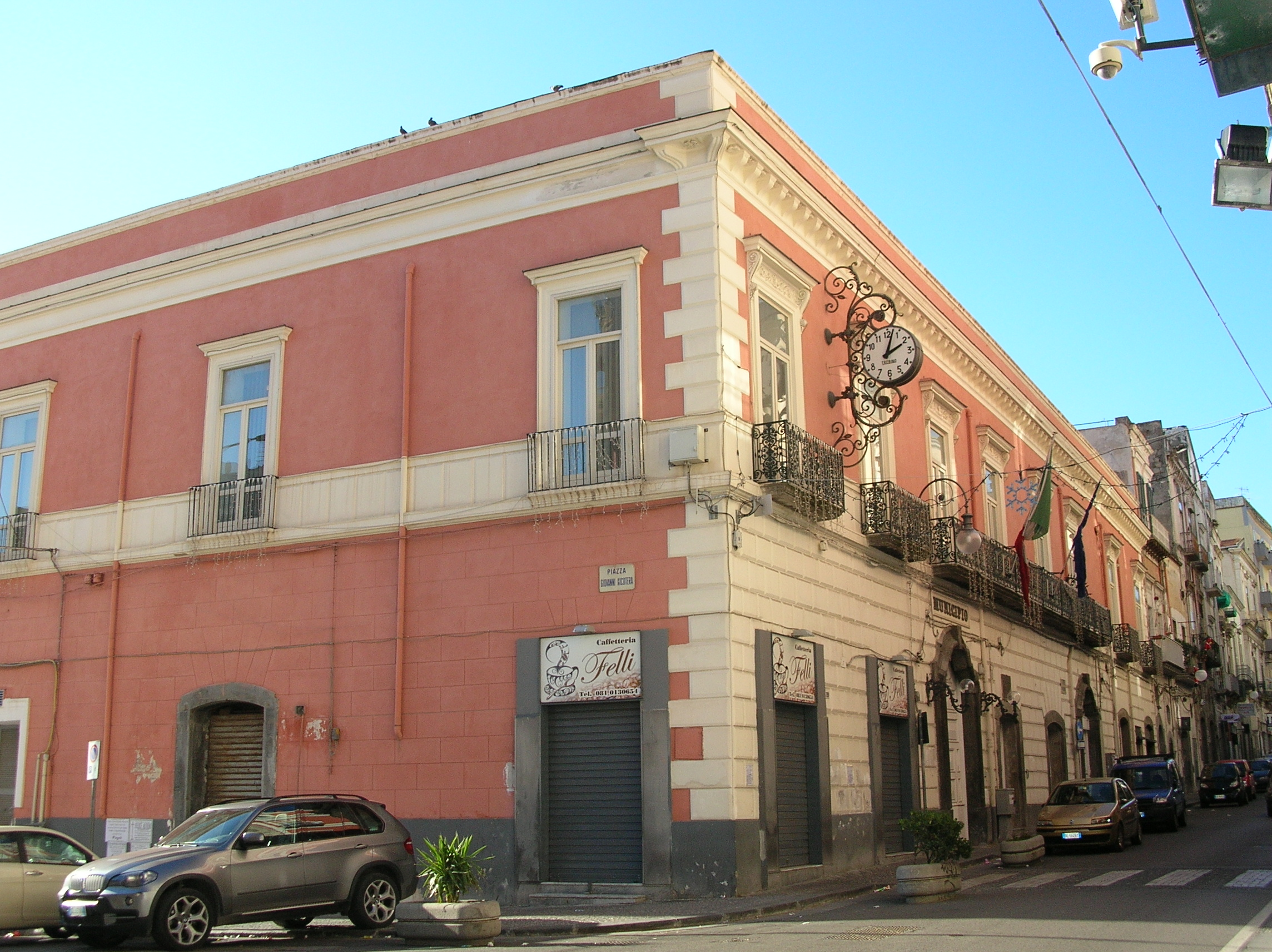
Palazzo Criscuolo

- Palazzo Colonna (già Taverna di Sopra o del Principe)
- Palazzo Criscuolo (già Palazzo Gargano, sede del municipio dal 1897)
- Palazzo Fondaco Montella (sede dei plebisciti del 21 ottobre 1860 e sede del municipio dal 1842 al 1876)
- Palazzo Pignatelli di Monteleone (già Piccolomini d'Aragona sede del municipio dal 1876 al 1897)
- Palazzo Stallo del Principe di Valle
- Palazzo Cesaro (Viceconsolato del Regno di Danimarca)
- Palazzo Amodio (Viceconsolato dell'Impero russo)
- Palazzo Dati
- Palazzo Vasquez
- Belvedere Vasquez

Quartiere Fuori Porta:

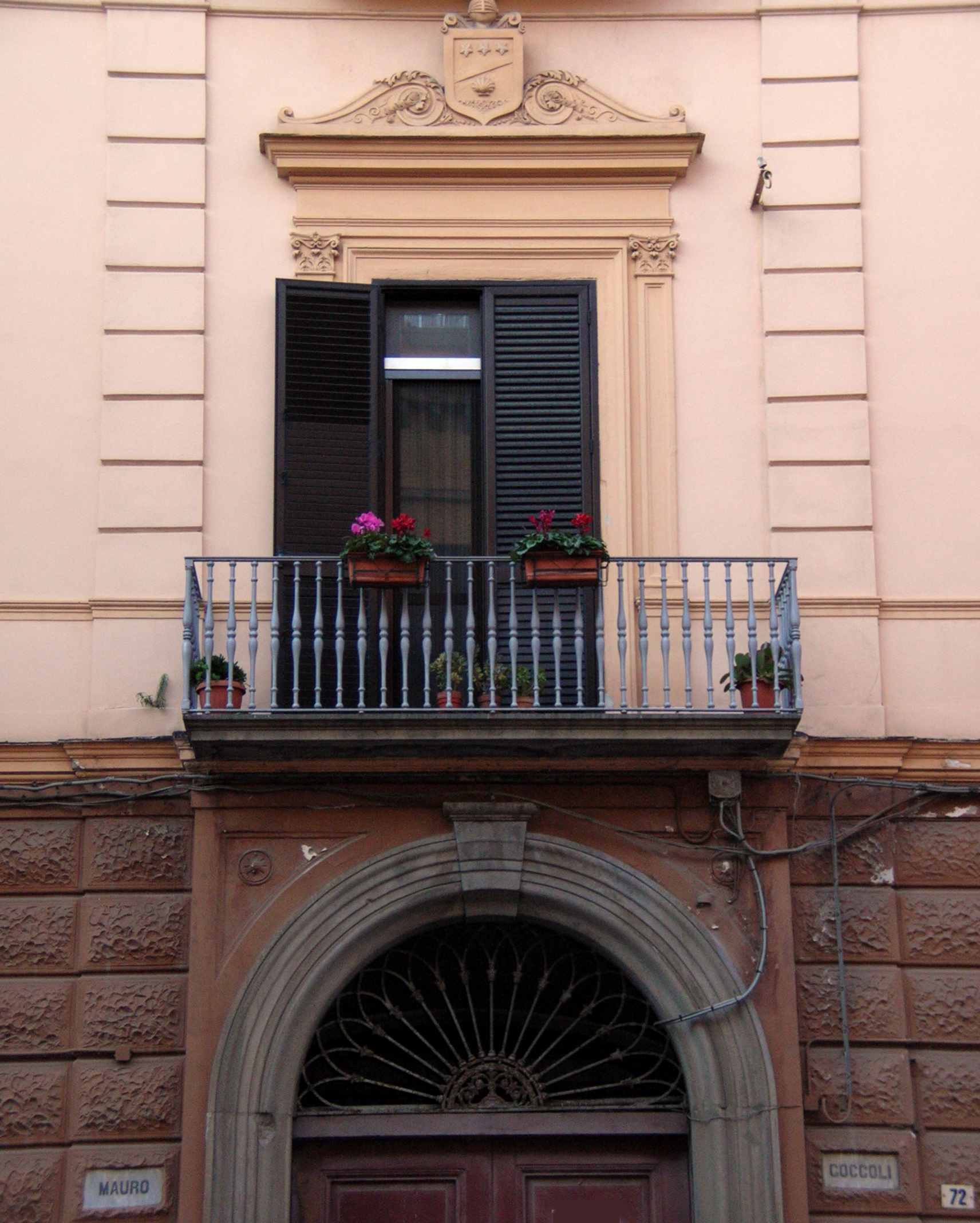
La facciata di Palazzo Coccoli

- Palazzo delle Regie Scuderie, già "Regia Posta in Porta Napoli", denominato anche "Lo Stallone"
- Palazzo e Villa Storta - Rota, complesso formato da tre edifici, "Villa monte Parnaso" (XVI secolo) e "Palazzo e Villa Avallone" (XVIII secolo), edificate nei pressi della "Villa di Caio Siculi" (I secolo d.C.)
- Palazzo Coccoli
- Palazzo delle Terme Manzo, edificio termale riadattato a pastificio
- Palazzo Pagano e Cirillo, edificio termale riadattato a pastificio
- Villa Vitelli

Quartiere Boscomonaco:
- Villa Cardola
- Palazzo Ferrara
- Palazzo Castellano

Quartiere Oncino:
- Palazzo di Giustizia
- Palazzo Fusco (1885), già di Nicola Salvatore Dino
- Palazzo Jovino
- Palazzo Voiello
- Villa Diana poi Ciniglio
- Villa Carlotta Rossi Filangieri
- Villa, Teatro e Cappella, Carlo Rossi Filangieri
- Villa Luisa Faraone Mennella
- Masseria Villarosa (XVII secolo)
- Villa Pagano
- Villa Lettieri
- Villa Jovino
- Villa Colavolpe
- Villa Imperato
- Masseria Imperato
- Villa Lauritano (1845), in località Scogli di Prota

#### Teatri
- Palazzina dei Concerti Rossi Filangieri (poi Villa Tiberiade)
- Teatro Metropolitan (già Terzo Ordine del Molini del Conte)
- Teatro Moderno
- Teatro Politeama
- Opera dei Pupi-Teatro Corelli

### Architetture militari

#### Torri, castelli
Quartiere Annunziata:
- Torre La Nunziata (XV secolo, scomparsa)
- Castello dei d'Alagno (poi "Palazzo Dentice di Frasso-Massarenghi")

Contrada La Torretta:
- Torretta de' Sena (XV secolo)

Quartiere Grazie:
- Fortino Dedon (XVIII secolo, rovinato)
- Masseria Mezza Torre (trasformata)
- Masseria dei Castriota

Quartiere Oncino:
- Fortino dell'Oncino - Villa Guarracino (già "Teresa Rossi Filangieri")

Quartiere Rovigliano:
- Torre di Rovigliano (XV secolo, ruderi del Real Fortino di Rovigliano, costruito con i laterizi della preesistente Abbazia)

#### Opifici militari
- Real Polveriera (1652)
- Real Fabbrica d'Armi (1758)
- Real Ferriera (1791)

### Luoghi d'interesse dell'archeologia industriale
- Canale Conte di Sarno detto anche Fosso del Conte (1592)

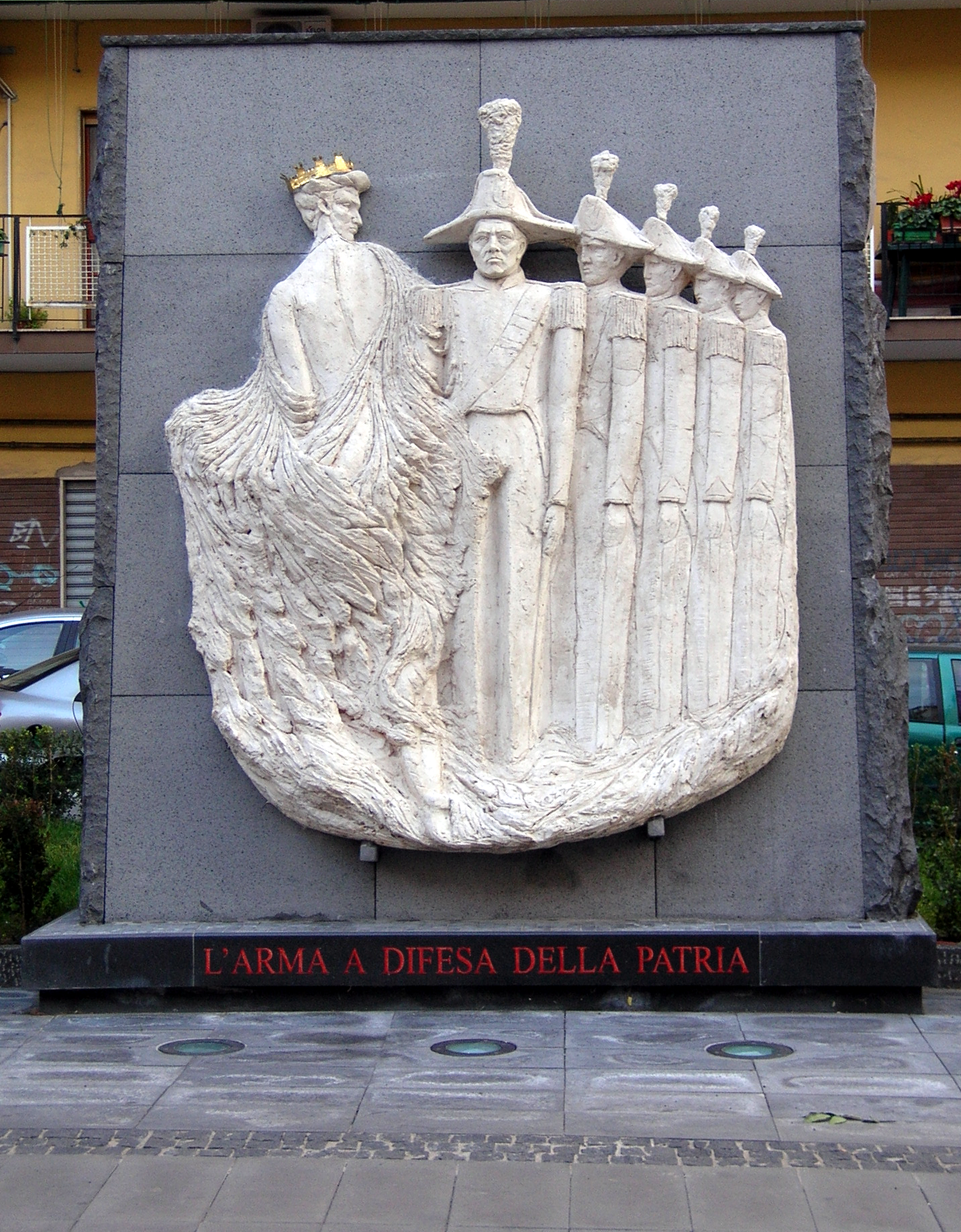
Monumento all'Arma dei Carabinieri in piazza Enrico De Nicola.

- Canale Bottaro
- Real Polveriera (1652)
- Real Fabbrica d'Armi (1758)
- Real Ferriera (1791)
- Ferrodotto Borbonico (1842)
- Ferriere del Vesuvio (1887)
- Magazzini Generali
- Molini e Pastifici[27]

### Monumenti e altri beni culturali
Monumenti:

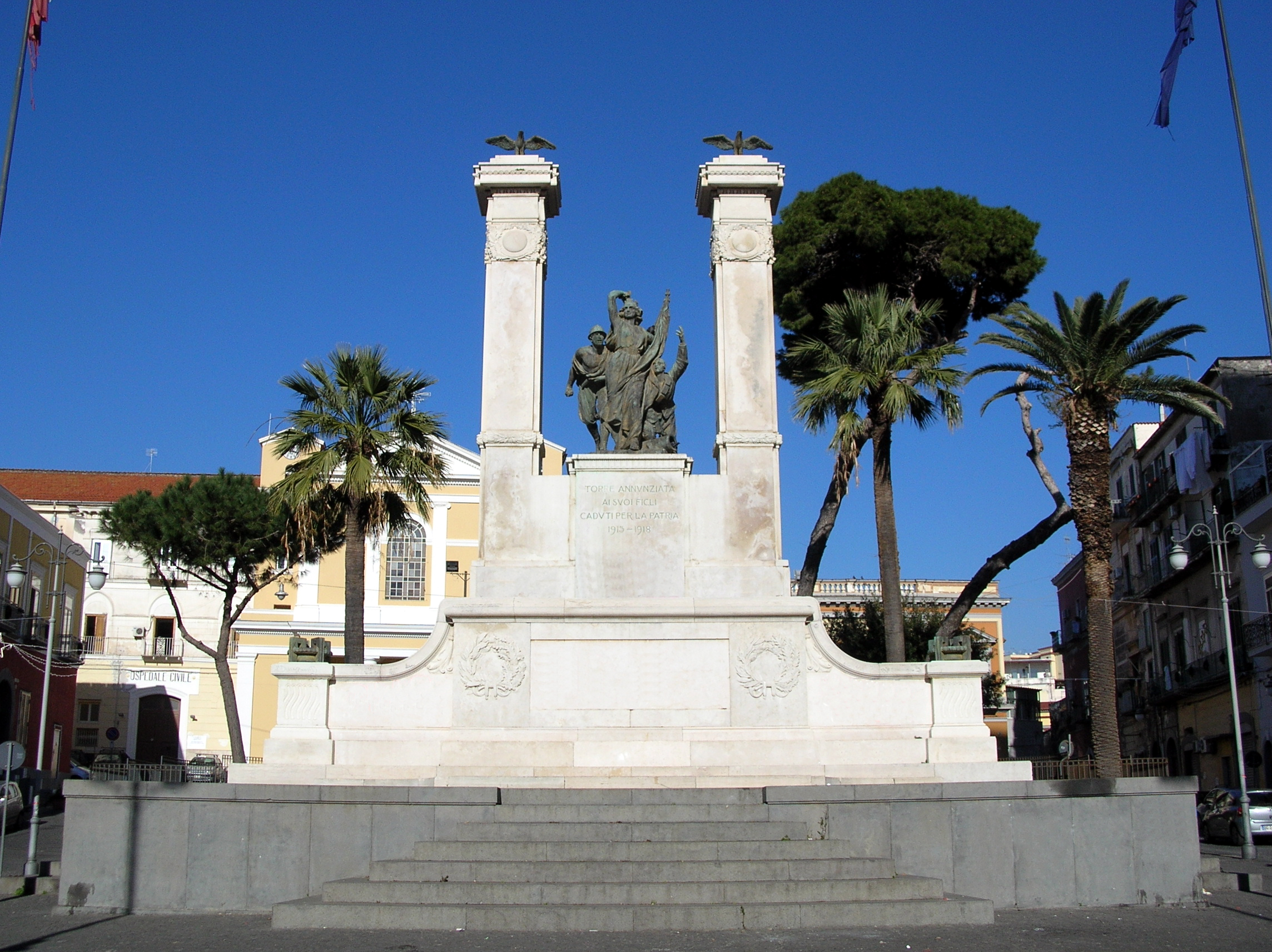
Il Monumento ai Caduti

- Monumento ai Caduti della Grande Guerra, opera in bronzo dell'architetto Francesco Jerace, risalente al 1929 realizzato nelle fonderie Chiaruzzi e inaugurato il 19 gennaio 1930 in piazza Ernesto Cesaro, cura gestita dall'A.N.M.I.L.[28]
- Monumento ai Caduti di tutte le guerre
- Monumento all'Arma dei Carabinieri in via Jacono

Monumenti funebri:
- Sepolcro di Nicola I d'Alagno, padre di Ugo d'Alagno conte di Borrello e di Lucrezia, opera in marmo di Jacopo della Pila, risalente alla seconda metà del XV secolo.

Lapidi:
- Bando di Re Ferdinando IV di Borbone, lapidi in marmo affisse sulla via promiscua tra due feudi, risalenti al 28 aprile 1785
- Lapide commemorativa eruzione 1906
- Lapide a Vincenzo Rocco Medaglia d'oro al Valor Militare

Statue:
- Statua di San Vincenzo de' Paoli

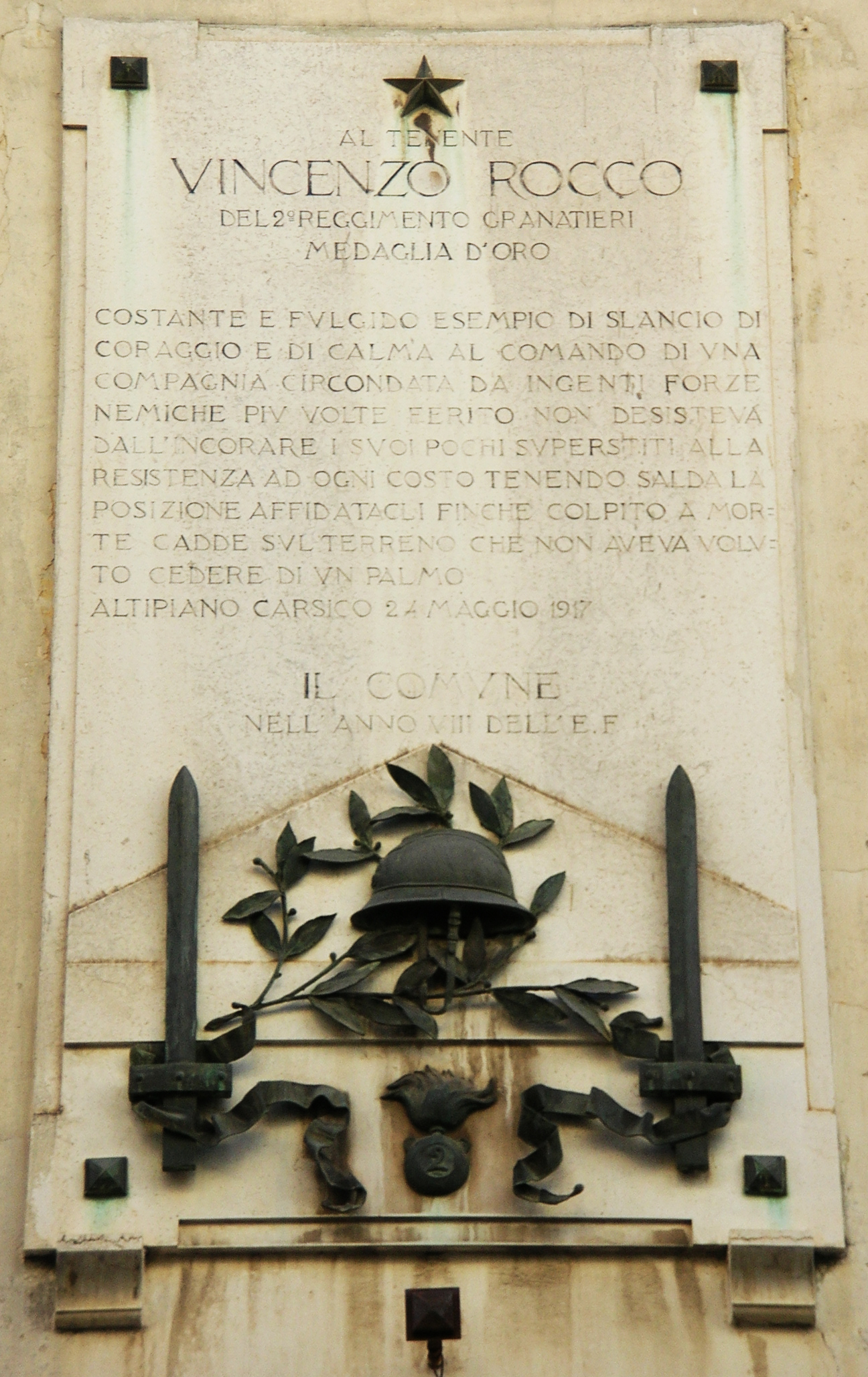
La lapide a Vincenzo Rocco sulla casa natale a Torre Annunziata

- Statua di Santa Barbara, patrona della Fabbrica d'Armi

Busti:
- Busto di Michelangelo Cattori
- Busto di Ernesto Cesaro
- Busto di Gino Alfani
- Busto dell'avvocato Manfredi
- Busto del Capitano Amedeo Iovane
- Busto di Afredo Simonetti
- Busto di Carlo Nunziante Cesàro

Aree verdi cittadine:
- Villa Comunale, realizzata tra il 1928 - 1933, caratterizzata da altissime palme d'epoca coloniale, e dall'autoctona palma nana
- Ex Villa Comunale Santa Lucia, zona portuale, passeggiata rialberata. Si sono perse le tracce della "Cassa Armonica"
- Giardini pubblici in piazza Ernesto Cesaro, piazzale Gargiulo, piazzetta Enrico De Nicola, piazza Giacomo Matteotti, piazza Cesare Battisti, via Caravelli
- Parco delle "Villa monte Parnaso" (ex "Cristo Re"), giardino all'italiana rustico (frutteto, agrumeto, e uliveto) e giardino all'inglese
- Parco di Villa Guarracino, bosco mediterraneo, polmone verde della città.
- Parco della Palazzina dei Concerti, pineta
- Lido Azzurro, palmeto tropicale e giardino esotico

### Siti d'interesse archeologico: ville romane, terme

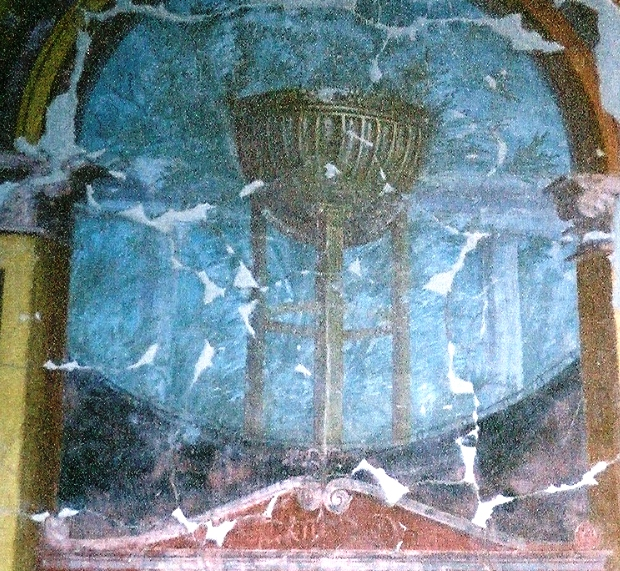
Affresco della Villa di Poppea

Nell'area di Torre Annunziata sono state rinvenute diverse costruzioni risalenti all'epoca romana, vestigia dell'antica città di Oplontis: i primi sporadici scavi iniziarono nel XVII secolo, la fase più consistente, tuttavia, si avrà solo a partire dal 1968. Sono state riportate alla luce diverse costruzioni tra cui una delle più ricche e sfarzose ville di epoca romana, risalente al I secolo a.C. e presumibilmente appartenuta alla Gens Poppaea e forse dimora estiva di ricchi pompeiani: in particolare si crede che tale villa sia appartenuta a Poppea Sabina, seconda moglie di Nerone. In anni più recenti è stata scavata e riportata alla luce un'altra imponente costruzione rustica d'epoca romana, chiamata villa di Lucio Crasso Tertius, tra le cui mura sono stati rinvenuti gioielli e monili forgiati con ammirevole tecnica orafa: la villa non è aperta al pubblico. Si conosce inoltre la presenza di un'ulteriore villa, quella di Lucio Crasso Tertius, rinvenuta durante la costruzione della ferrovia Napoli - Salerno, in seguito nuovamente sotterrata ed oggi ancora interrata.
Nella zona inoltre è possibile riconoscere altri tipi di ritrovamenti come i ruderi delle terme di Marco Crasso Frugi, situati nei pressi delle attuali Terme Vesuviane oppure le Saline Erculee, poste lungo la costa verso la foce del fiume Sarno: qui sorgeva il pago delle saline, cioè il sobborgo delle cave di sale. Dal 1997 il sito archeologico di Oplontis è entrato a far parte della lista dei patrimoni dell'umanità dell'UNESCO
- Villa di Poppea
- Villa di Lucio Crasso Tertius
- Villa di Caio Siculi

Antiche terme:
- Terme del console Marco Crasso Frugi (64 d.C.), visibili i ruderi lungo la via Litoranea Marconi e all'interno delle attuali Terme Vesuviane.

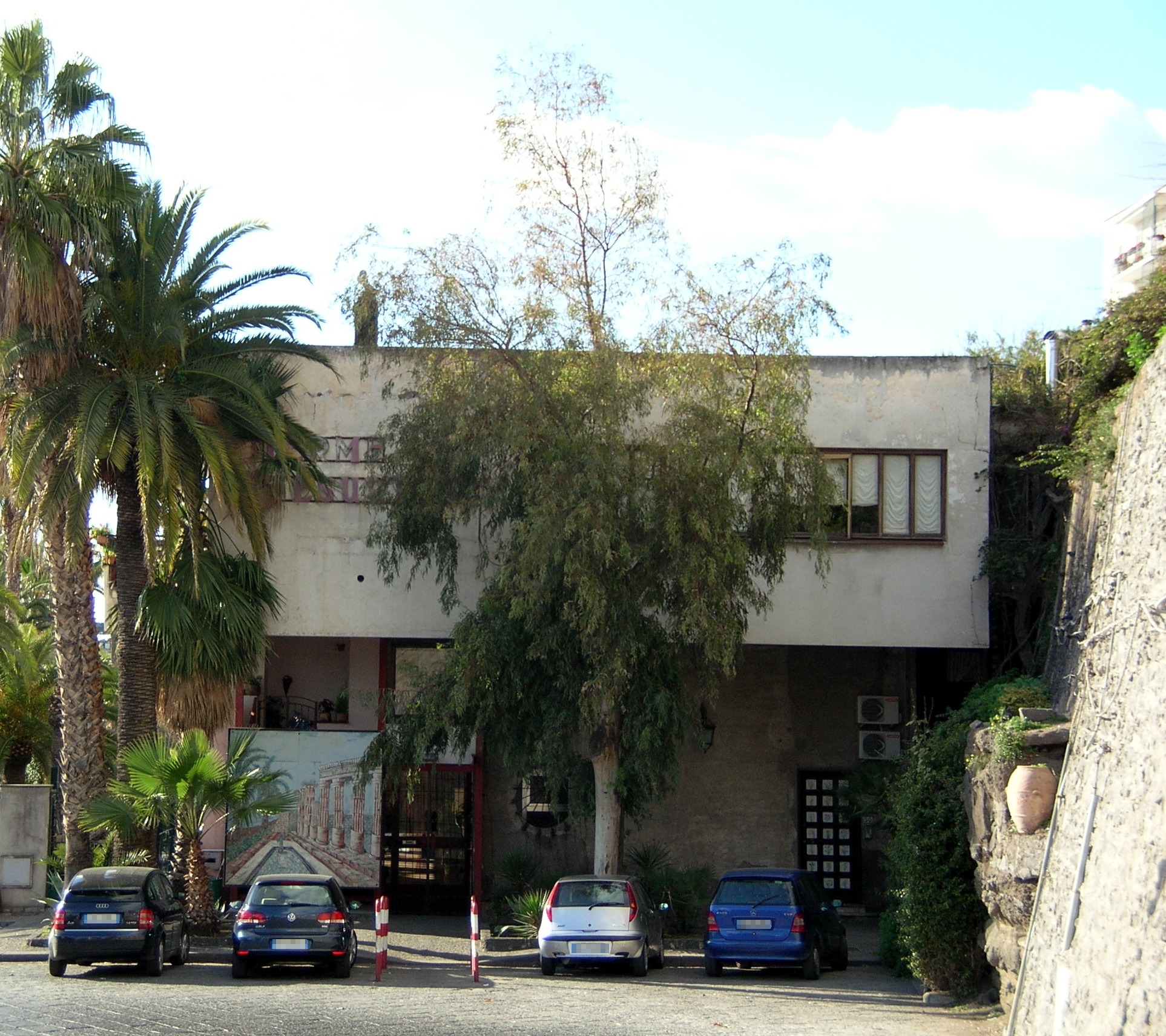
Le Terme Vesuviane

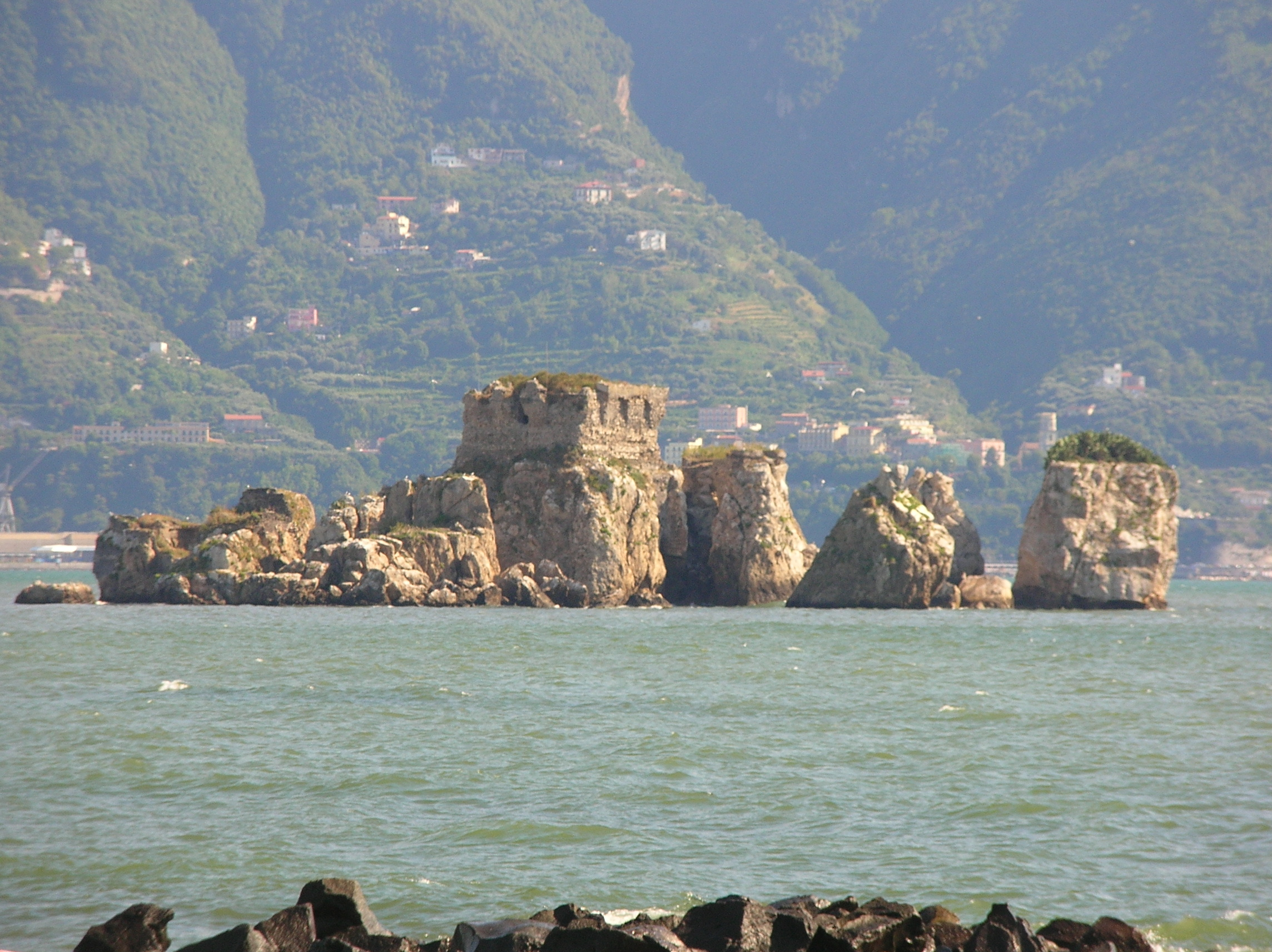
L'isolotto di Rovigliano

### Terme
- Terme Vesuviane, già Terme Nunziante e Terme Nunziante-Manzo, fondate dal generale Vito Nunziante nel 1831 sul luogo delle antiche terme.
- Terme Manzo, site all'angolo tra via Vesuvio e corso Umberto I, poi trasformate in pastificio. Resta ancora l'iscrizione sulla facciata del palazzo.
- Terme Montella, site al corso Umberto I, poi trasformate in molino e pastificio, eclettica la facciata del palazzo, scomparsa la torretta esagonale.
- Terme Filangieri.

#### Acque minerali
- Acqua Santa Lucia (Villa Comunale S. Lucia al molo di Levante)
- Acqua Filangieri (Terme Filangieri)
- Acqua Cestilia (Terme Manzo)
- Acqua Nathanson Duché & Co. (Ferriera del Vesuvio)
- Acqua Dati (Pastificio Dati)
- Acqua Minerva (Pastificio Jennaco)
- Acqua Vesuviana Nunziante (Terme Vesuviane)
- Acqua Oplontina (Pastificio Orsini)
- Acqua Montella (Terme Montella)

### Luoghi d'interesse ambientale e paesaggistico
- Parco regionale Bacino Idrografico del fiume Sarno
- Parco Nazionale del Vesuvio
- Riserva naturale Tirone Alto Vesuvio
- Sentiero nº 6 - "La strada Matrone", itinerario paesaggistico di visita al parco
- Scoglio di Rovigliano
- Scogli di Prota

## Società

### Evoluzione demografica
Nel 1631 la popolazione fu decimata dall'eruzione del Vesuvio. Nel 1812 ci fu un cospicuo aumento demografico a seguito dell'annessione del Quartiere Terravecchia, staccatosi da Boscoreale. Lo stesso accadde nel 1881, per l'annessione del Quartiere Oncino e del Quartiere Grazie.
Nel 1931 oltre ai 37 900 abitanti di Torre Annunziata, sono conteggiati quelli dei comuni di Boscoreale, Boscotrecase, dell'allora frazione di Trecase, annessi nel 1928 da un decreto del governo fascista, che dalla città oplontina distaccò la zona a sud, creando il nuovo comune di Pompei. Mancano i dati della frazione Flocco (Poggiomarino) anch'essa annessa, portando la popolazione totale a circa 77 000 unità.
Lo stesso dicasi per il 1936, quando gli abitanti della sola Torre Annunziata erano 41113.
I comuni e le frazioni annesse riottennero l'autonomia nel 1946, ma i territori ceduti a Pompei non furono mai riannessi.
Abitanti censiti prima dell'unità d'Italia

Abitanti censiti

### Etnie e minoranze straniere
Al 31 dicembre 2023 la popolazione straniera era di 687 abitanti, pari all'1,87% degli abitanti.

### Tradizioni e folclore

#### Maria SS. Della Neve
Un'antica tradizione narra che il 5 agosto di un imprecisato anno della seconda metà del XIV secolo, alcuni pescatori torresi, nei pressi dello scoglio di Rovigliano, nell'issare le reti da pesca, vi ritrovarono impigliata una cassa di legno; la raccolsero ed in essa rinvennero, con grande meraviglia, un'icona di Maria. L'immagine era di terracotta, di tipo greco, a busto: la Madonna stringeva con il braccio sinistro il Bambino Gesù. L'immagine fu trasportata nella chiesetta della SS. Annunziata.

## Cultura

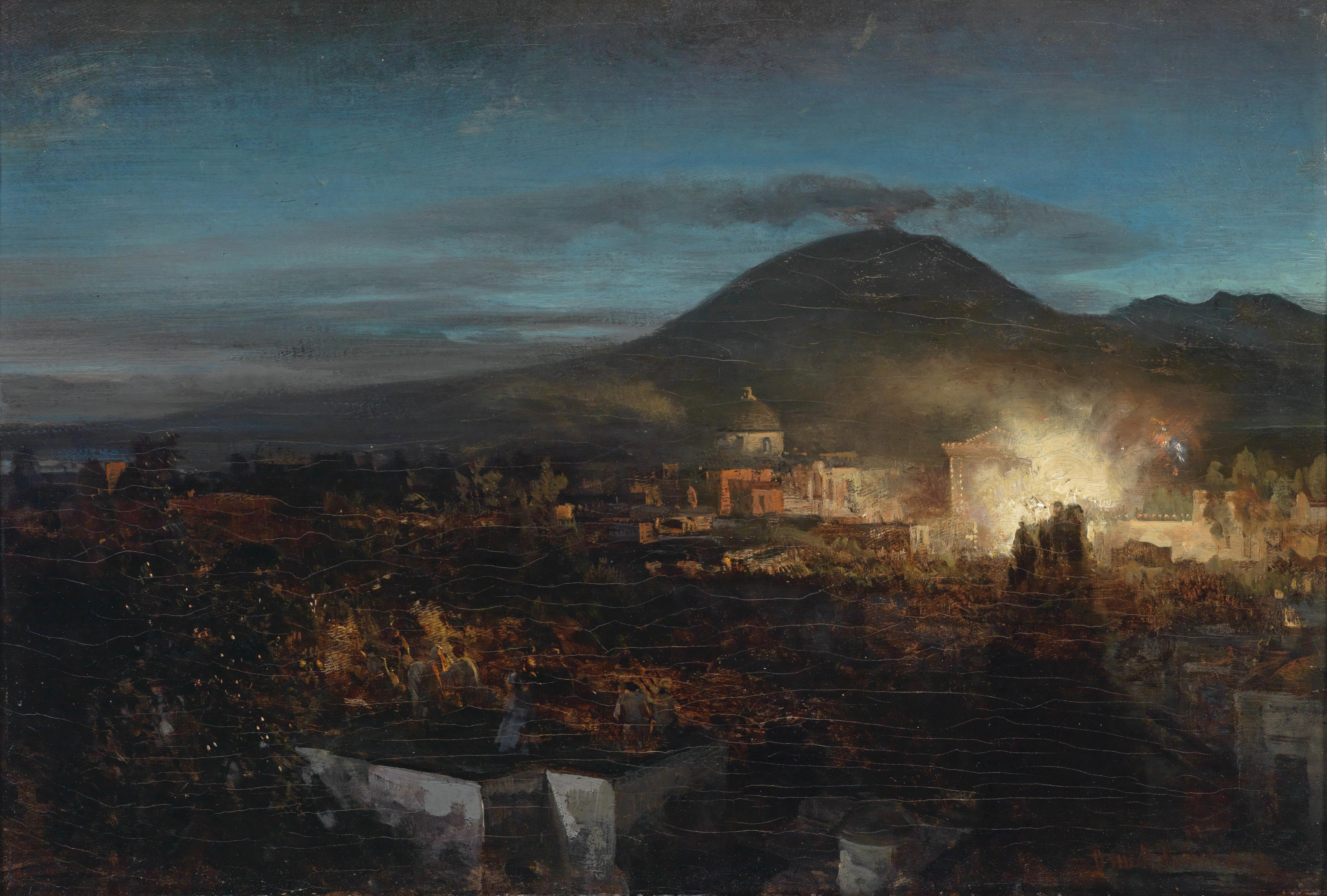
Dipinto di Torre Annunziata del 1905 di Oswald Achenbach

### Istruzione

#### Biblioteche e archivi
- Biblioteca Civica Ernesto Cesaro, che conserva la "Platea dei Beni del Principe Dentice di Frasso" del 1748, il "Fondo Antico del Padri Alcantarini", il "fondo Amodio", l'emeroteca della stampa locale, e l'editoria storica torrese
- Archivio Storico Comunale
- Archivio Storico Parrocchiale dell'Ave Gratia Plena
- Archivio Storico Parrocchiale dello Spirito Santo

#### Università

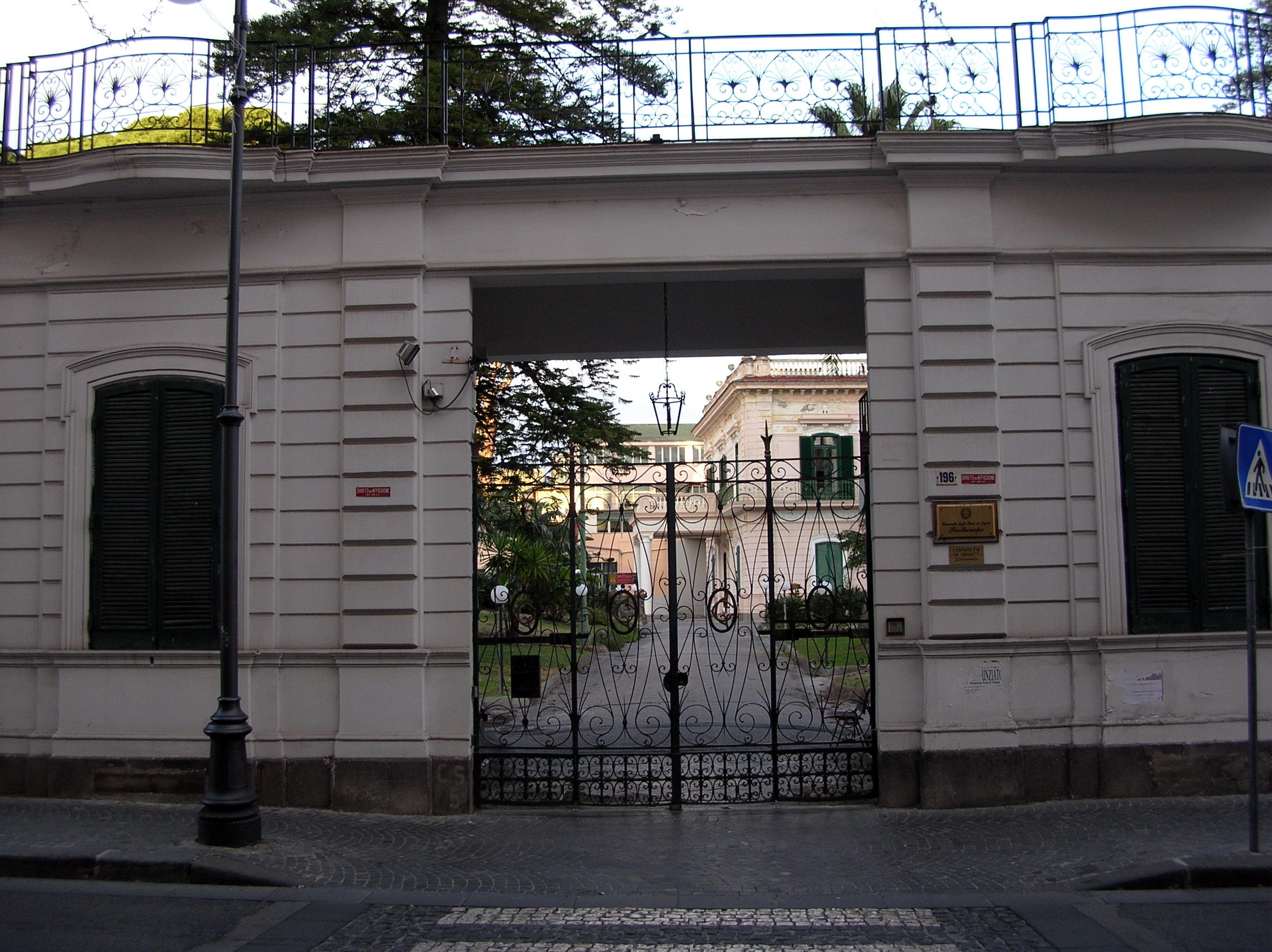
L'ingresso dell'Università, opera di Luigi Vanvitelli

In città è presente una Facoltà di Economia dell'Università degli Studi di Napoli "Parthenope" sita in via Simonetti.
Dall'anno accademico 2012/2013 l'Università Parthenope ha chiuso il punto d'ascolto di Torre Annunziata.

### Musei, pinacoteche e cripte
- Museo storico delle Armi: è un museo storico-militare sorto nel 1823 nella Sala Borbonica della Real Fabbrica d'Armi (1758), l'attuale stabilimento militare Spolettificio dell'Esercito, in cui ha sede questo particolarissimo museo. Scenico il Cortile Vanvitelliano[34].
- Museo dell'energia solare: è un museo scientifico-ecologista (privato).
- Ori di Oplontis: itineranti per mostre in tutto il mondo, sono in attesa di una collocazione definiva che avverrà con la creazione di un museo ad hoc.
- Casa del Servo di Dio Giuseppe Ottone: è una Casa-museo.
- Pinacoteca della basilica di Ave Gratia Plena - Santuario della Madonna della Neve: è un museo storico artistico, parte del complesso monumentale della Basilica - Santuario.
- Cripta dell'Annunziata: è un museo chiesastico, parte del complesso monumentale della Basilica - Santuario.
- Cripta del Carmine: sottostante il Santuario dello Spirito Santo, è l'antica cappella del Carmine sepolta dall'eruzione del 1631, è un museo chiesastico.

Il comune dal 2016 al 2022 ha ospitato il Museo dell'Identità, dov'erano raccolte anfore, sculture, ceramiche e gioielli provenienti degli scavi archeologici di Oplontis.

### Media

#### Stampa locale
A Torre Annunziata sono pubblicati diversi periodici: La Voce della Provincia dal 1968, Lo Strillone dal 1994, Torre Sette, Nuovevoci dal 2006, Noi Ex, Tg Cooper e Alè Savoia.
Dal 2007 è sede del quotidiano regionale Metropolis, che prima aveva sede nella vicina Castellammare di Stabia e di quello sportivo Resport.

#### Stampa locale storica
Tra il XIX ed il XX secolo in città erano presenti varie testate. Vale la pena di ricordare A Trummetta del 1881, La Tromba del 1898, Il Voto del 1887, Il Moschettiere del 1900, La Riscossa ed infine È Permesso? del 1919.

#### Televisione
In città è presente l'emittente televisiva Metropolis TV in onda sia sul digitale terrestre che sulla piattaforma televisiva di Sky Italia.
In passato, negli anni ottanta, era attiva l'emittente Antenna Vesuvio.

### Teatro
(Totò, interviste.)
L'attività teatrale è ben radicata grazie ad un elevato numero di compagnie amatoriali, da esse è partita la carriera attoriale di Maria Nazionale, candidata come miglior attrice non protagonista al David di Donatello e, precisamente dalla filodrammatica Salesiana, quella di Gea Martire.

#### Premi
Il premio Città di Torre Annunziata, articolato in diverse sezioni, viene assegnato ogni anno alla migliore compagnia amatoriale in una rassegna che si svolge presso il teatro Politeama.

### Cinema
La presenza di Torre Annunziata nel cinema è legata principalmente ai pregi paesaggistici, all'importanza storica e alla sua peculiare lingua, che hanno interessato diversi cineasti fino a fare della città la protagonista nelle opere più recenti. Una delle più importanti famiglie di produttori mondiali, i De Laurentiis, è originaria della città, dove sono nati Dino De Laurentiis, vincitore del premio Oscar alla memoria Irving G. Thalberg nel 2001 e Luigi fondatore della Filmauro.

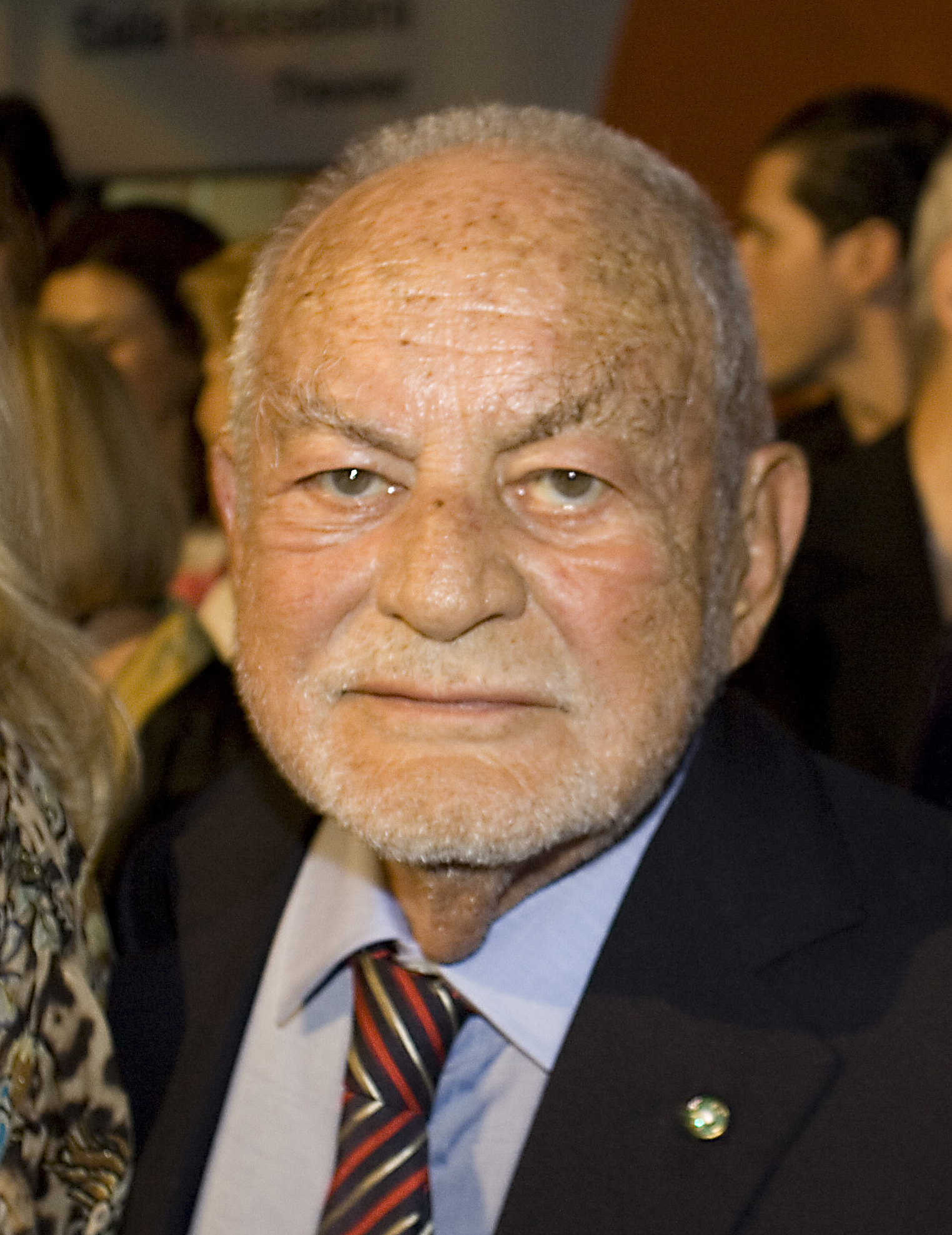
Dino De Laurentiis, Premio alla memoria Irving G. Thalberg nel 2001

Una prima rappresentazione, forse la prima in assoluto, è datata 1906, Eruzione del Vesuvio, un documentario muto italiano diretto da Roberto Troncone, che mostrò le distruzioni arrecate dal vulcano alle abitazioni.

Una seconda rappresentazione si trova in uno dei film più importanti del Novecento, Due soldi di speranza, capostipite del filone del neorealismo rosa, girato nel 1952 tra Napoli e Boscotrecase da Renato Castellani e selezionato tra i 100 film italiani da salvare. Nel 2002 la parlata di Torre Annunziata nel film Incantesimo napoletano, diretto da Paolo Genovese e Luca Miniero, viene ironicamente definita nu napulitano accusì stritto ca nun se capiscono manco lloro, ovvero una tipologia di flessione napoletana così complessa da essere incomprensibile agli stessi parlanti; il film narra di una bambina napoletana, Assuntina, nata in una famiglia tradizionale di pescatori, che ha però cadenza e preferenze alimentari milanesi. Per tale motivo viene tentata invano dai genitori, come ultima insperata soluzione, la permanenza della figlia presso parenti di Torre Annunziata, dove potrà apprendere lingua e usi partenopei, ma con scarso successo. Nel film viene fatta oggetto di ironia la cultura cittadina, fortemente radicata al proprio luogo di origine: gli zii, interpretati da Salvatore Misticone e Clotilde De Spirito, si presenteranno dicendo nuje simme d'a Taurre, simme nate a Taurre e ce vulimme murì.
Le pellicole del 2002 e del 2009, rispettivamente E io ti seguo, diretto da Maurizio Fiume, e Fortapàsc, diretto da Marco Risi, trattano della tragica fine del giornalista Giancarlo Siani, corrispondente da Torre Annunziata de Il Mattino negli anni ottanta. Il porto, le spiagge e i vicoli sono le principali ambientazioni cittadine dei lungometraggi, il secondo dei quali offre una più approfondita ricostruzione della storia politica del primo lustro degli anni '80, rappresentando il consiglio comunale, lo scandalo degli appalti e le attività della camorra autoctona, nella figura di Valentino Gionta, fino alla strage di Torre Annunziata.
Nel 2017 i Manetti Bros. presentano alla Mostra internazionale d'arte cinematografica di Venezia il film campione d'incassi, Ammore e malavita. Il protagonista Ciro, interpretato da Giampaolo Morelli, è un giovane oplontino, rimasto orfano dopo l'omicidio del padre e in seguito arruolato da Don Vincenzo Strozzalone, boss napoletano, che si adopera affinché egli diventi esperto in numerose tecniche di combattimento, fino a divenire invincibile. L'impossibilità di eseguire un ordine di omicidio nei confronti di un'infermiera, che Ciro riconosce come Fatima, interpretata da Serena Rossi, suo primo e unico amore di gioventù a Torre Annunziata, lo spingerà a riparare nella città di origine, dove lo zio, che per anni si è occupato di contrabbando di sigarette, ora si è concentrato su quello dei fuochi d'artificio. Nella ricerca dei fuggitivi i sicari del boss verranno a cercarlo in città in una soluzione narrativa che si rileva un ennesimo omaggio alla lingua nunziatese, il napoletano più stretto e incomprensibile, nella recitazione di Patrizio Rispo nel ruolo di un cartolaio. Queste ultime scene sono state girate presso una storica edicola cittadina, che, assieme al tratto di costa prospiciente l'arenile, il porto e le sue rampe, colleganti il corso al mare, ripropongono il meglio del paesaggio urbano nella cinematografia nazionale.

#### Premi
Ogni anno viene organizzato un festival del cortometraggio ideato dall'associazione culturale Esseoesse, il CortoDino - Premio Internazionale del Cortometraggio Dino De Laurentiis, dedicato alla memoria del produttore cinematografico Dino De Laurentiis.

## Geografia antropica

### Altre località del territorio

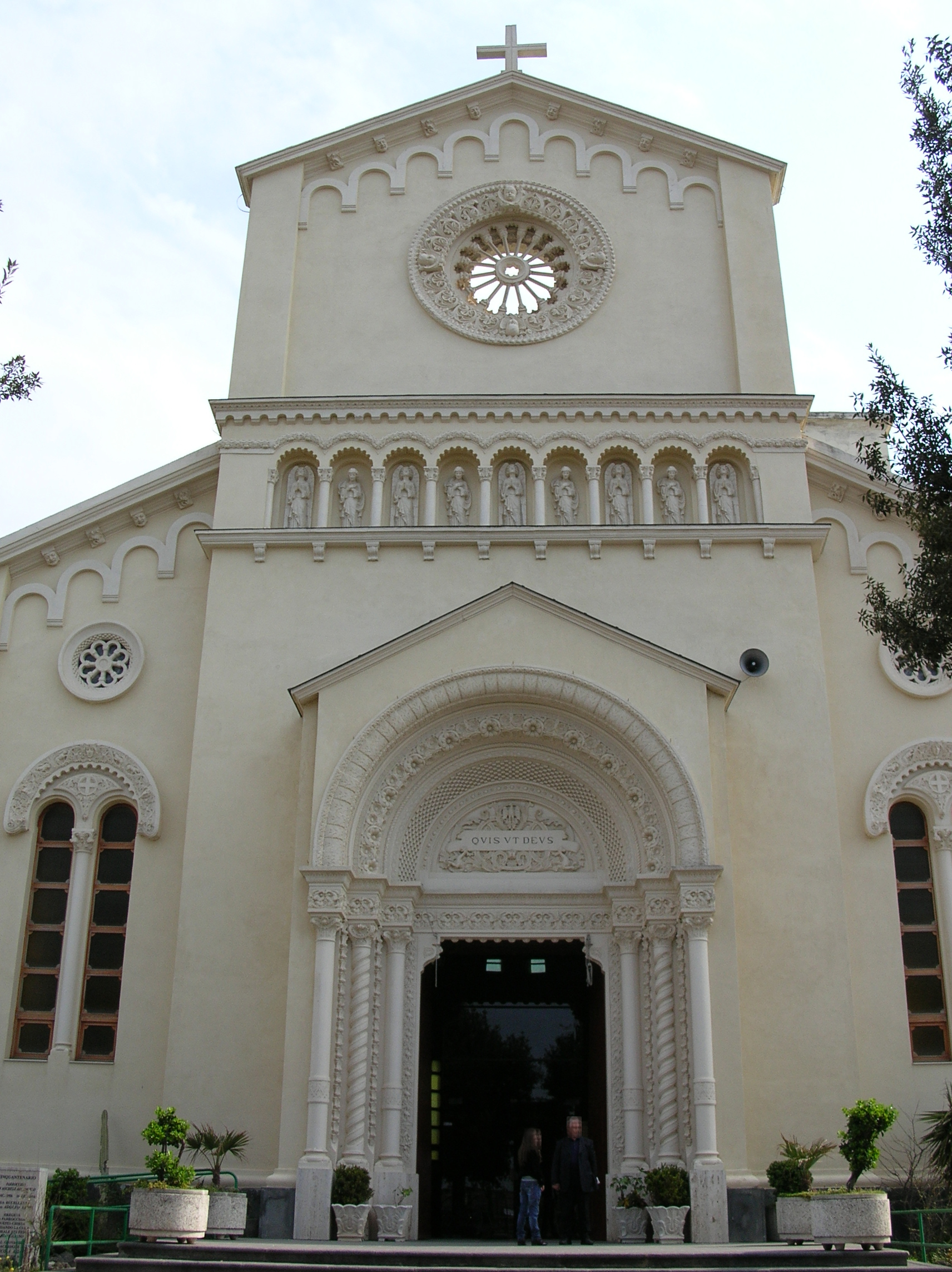
La Chiesa di San Michele a Rovigliano

Il quartiere di Rovigliano è situato lungo la costa, nella parte orientale, al confine con Castellammare di Stabia e Pompei. Conta circa ottomila abitanti. È collegato al capoluogo, oltre che dagli autobus cittadini, anche dal treno, trovandosi sulla linea Torre Annunziata-Castellammare di Stabia-Gragnano con la stazione di via Schito. Esistono corse metropolitane che la collegano a tutti i comuni costieri della città metropolitana di Napoli fino ad arrivare a Napoli Campi Flegrei. A Rovigliano sorge la Chiesa di San Michele Arcangelo e sono distaccati alcuni uffici comunali.
Altre località sono Sannino e Cipriani, a nord dell'autostrada Napoli-Reggio Calabria al confine con Boscotrecase e Boscoreale, una volta frazioni, sono divenute nel corso dei decenni parte integrante del comune. Infine Terragneta, sul litorale poco prima della stessa Rovigliano, dove anticamente erano impiantate le saline divenne in seguito la zona industriale di Torre.

## Infrastrutture e trasporti

### Strade

#### Autostrade
- Torre Annunziata è attraversata dall'autostrada A3 Napoli-Salerno facente parte della Strada Europea E45. È servita dai caselli di Torre Annunziata Nord, Torre Annunziata Scavi e Torre Annunziata Sud.

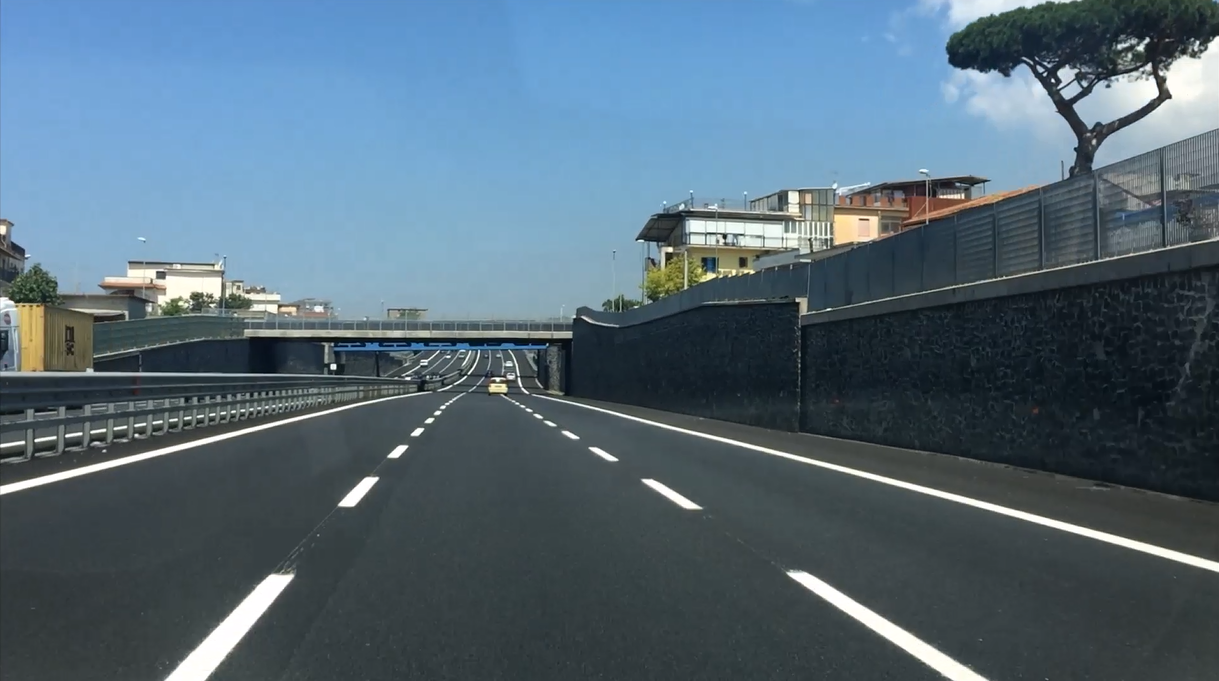
L'autostrada A3 nei pressi di Torre Annunziata

#### Strade statali e provinciali
- Strada statale 18 Tirrena Inferiore, che da Napoli conduce a Reggio Calabria: l'intero tratto che l'attraversa è divenuta parte integrante della rete viaria cittadina, passando per Corso Umberto I, Via Giuseppe Tagliamonte, Via Simonetti, Traversa Maresca, Via Vittorio Veneto e Via Plinio. A causa di ciò il tratto non è più a gestione ANAS ma è gestito dalla città metropolitana di Napoli.
- Strada Provinciale 15 Schiti che collega Torre Annunziata con Castellammare di Stabia.
- Strada Provinciale 171 Andolfi che collega Torre Annunziata con Boscotrecase.
- Strada Provinciale 282 Prota che segna il confine tra Torre Annunziata e Torre del Greco.
- Strada Provinciale 252 Solferino-Mortelleto che collega la frazione di Terragneta con il quartiere di Rovigliano.
- Strada Provinciale 216 Vesuvio che collega Torre Annunziata con Trecase.
- Strada Provinciale 317 Torretta di Siena che collega Torre Annunziata con Boscotrecase.
- Strada Provinciale 329 Ercole Ercole che collega la Strada statale 18 Tirrena Inferiore con la Strada Provinciale 15 Schiti

### Ferrovie

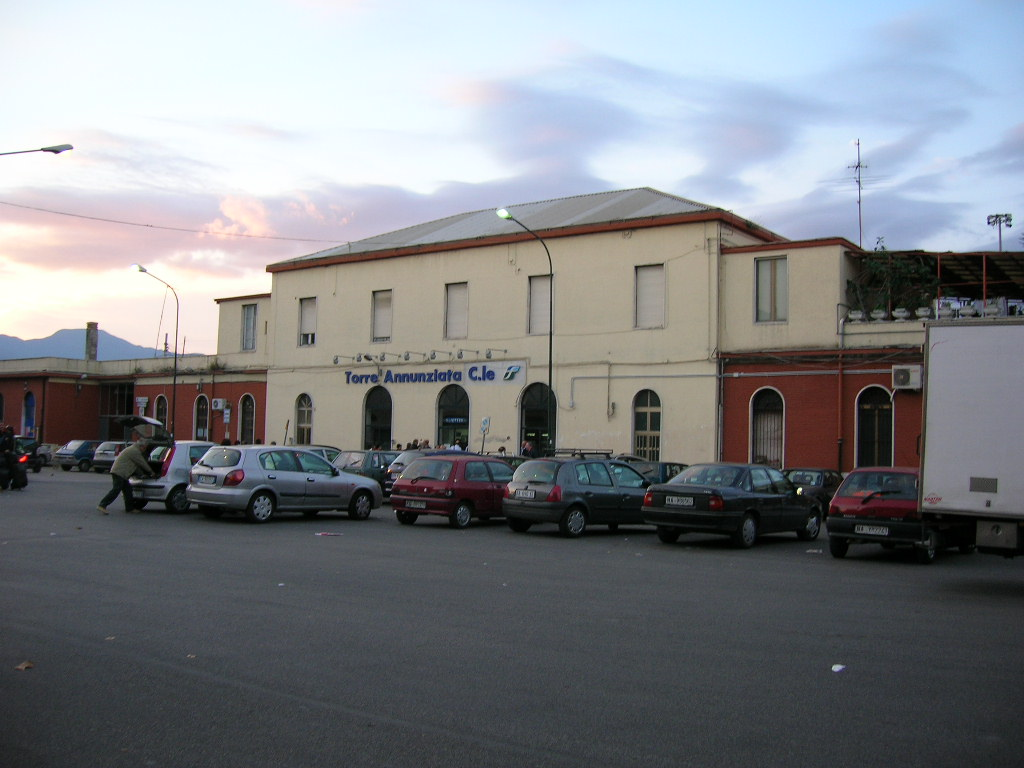
L'edificio della stazione di Torre Annunziata Centrale

La ferrovia raggiunse Torre Annunziata il 1º agosto 1842, quando la Napoli-Portici fu prolungata fino a Castellammare di Stabia. Torre Annunziata divenne nodo ferroviario nel 1844 quando proprio da Torre fu costruita la diramazione per Pompei e Nocera Inferiore. Il 1º maggio 1885 invece, ci fu l'inaugurazione della linea Torre Annunziata-Cancello dismessa nel 2006, mentre il 15 aprile 1886 venne attivato il raccordo ferroviario per Torre Annunziata Marittima.
Il 28 dicembre 1904 con l'inaugurazione della ferrovia Napoli-Pompei-Poggiomarino, Torre Annunziata fu raggiunta anche dalla Circumvesuviana, che divenne nodo ferroviario quando nel 1948 fu inaugurata la Napoli-Torre Annunziata-Sorrento: su quest'ultima tratta, nel 2017, è stata inaugurata la fermata di Villa Regina - Antiquarium.
Di seguito sono riportate le stazioni presenti sul territorio comunale:
| Nome                       | Gestore | Stato attuale | Servizio   |
| -------------------------- | ------- | ------------- | ---------- |
| Torre Annunziata Centrale  | FS      | In uso        | Passeggeri |
| Torre Annunziata Città     | FS      | In uso        | Passeggeri |
| Torre Annunziata Marittima | FS      | Non in uso    | Merci      |
| Rovigliano                 | FS      | In uso        | Passeggeri |
| Torre Annunziata Oplonti   | EAV     | In uso        | Passeggeri |
| Villa Regina - Antiquarium | EAV     | In uso        | Passeggeri |

### Mobilità urbana
Torre Annunziata è servita da un servizio di autobus gestito dall'Ente Autonomo Volturno, che la collegano a Napoli, Nola, Castellammare di Stabia, Boscoreale e Boscotrecase

## Amministrazione

### Gemellaggi
Torre Annunziata è gemellata con:
- La Ciotat
- Emmendingen
- Benevento, dal 1966

Il porto della città ha accordi di collaborazione con:
- Valencia

## Sport

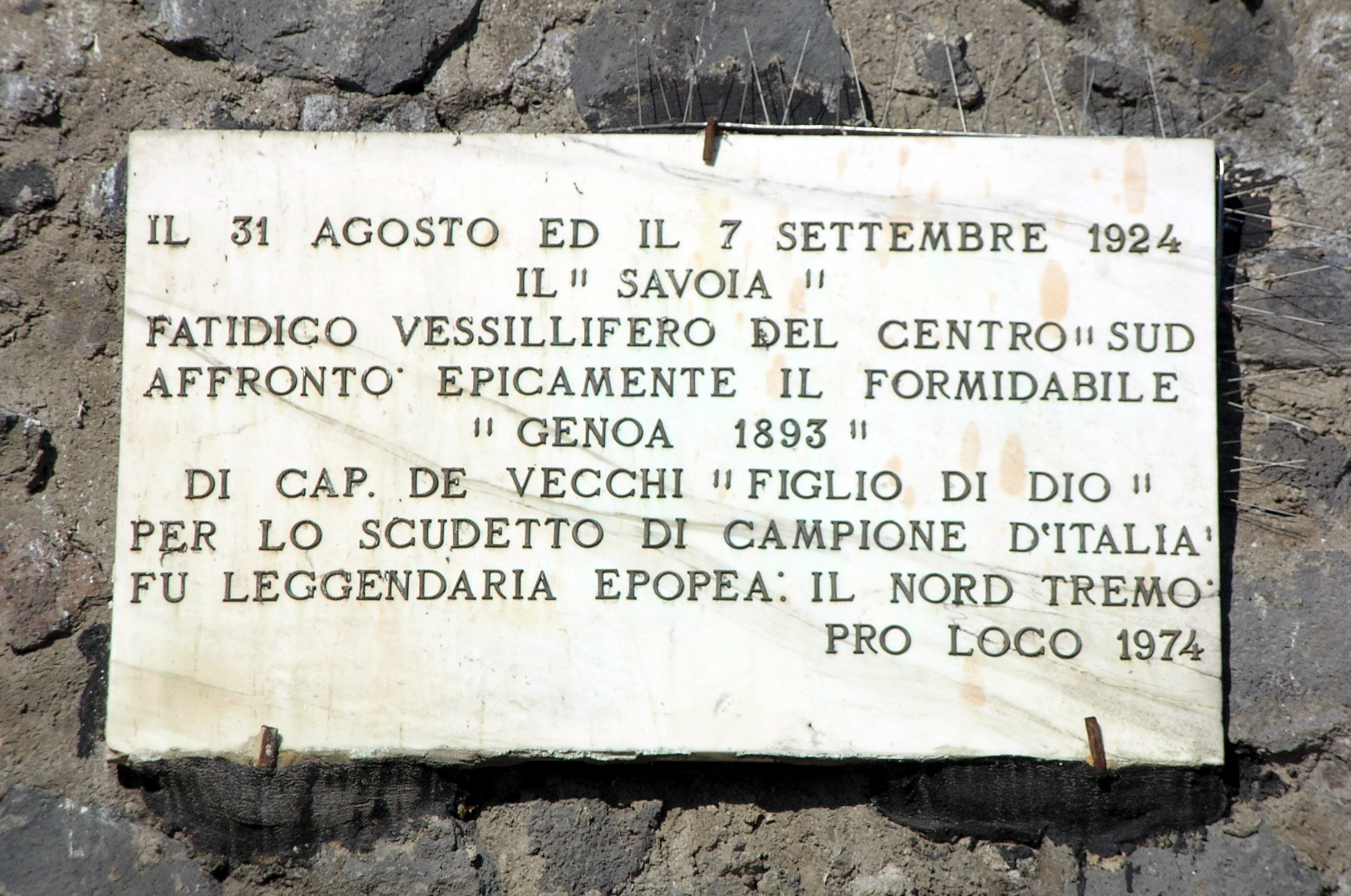
Lapide ricordo della finale tra Savoia e Genoa

L'attività sportiva principale praticata è il calcio, che a Torre Annunziata conta circa 600 iscritti. Altri sport praticati in città sono pallacanestro, pallavolo, tennis, boxe, taekwondo, vela ed atletica leggera.
La società sportiva cittadina più rappresentativa è il Savoia, una delle più antiche società di calcio in Campania ed una delle più antiche d'Italia.

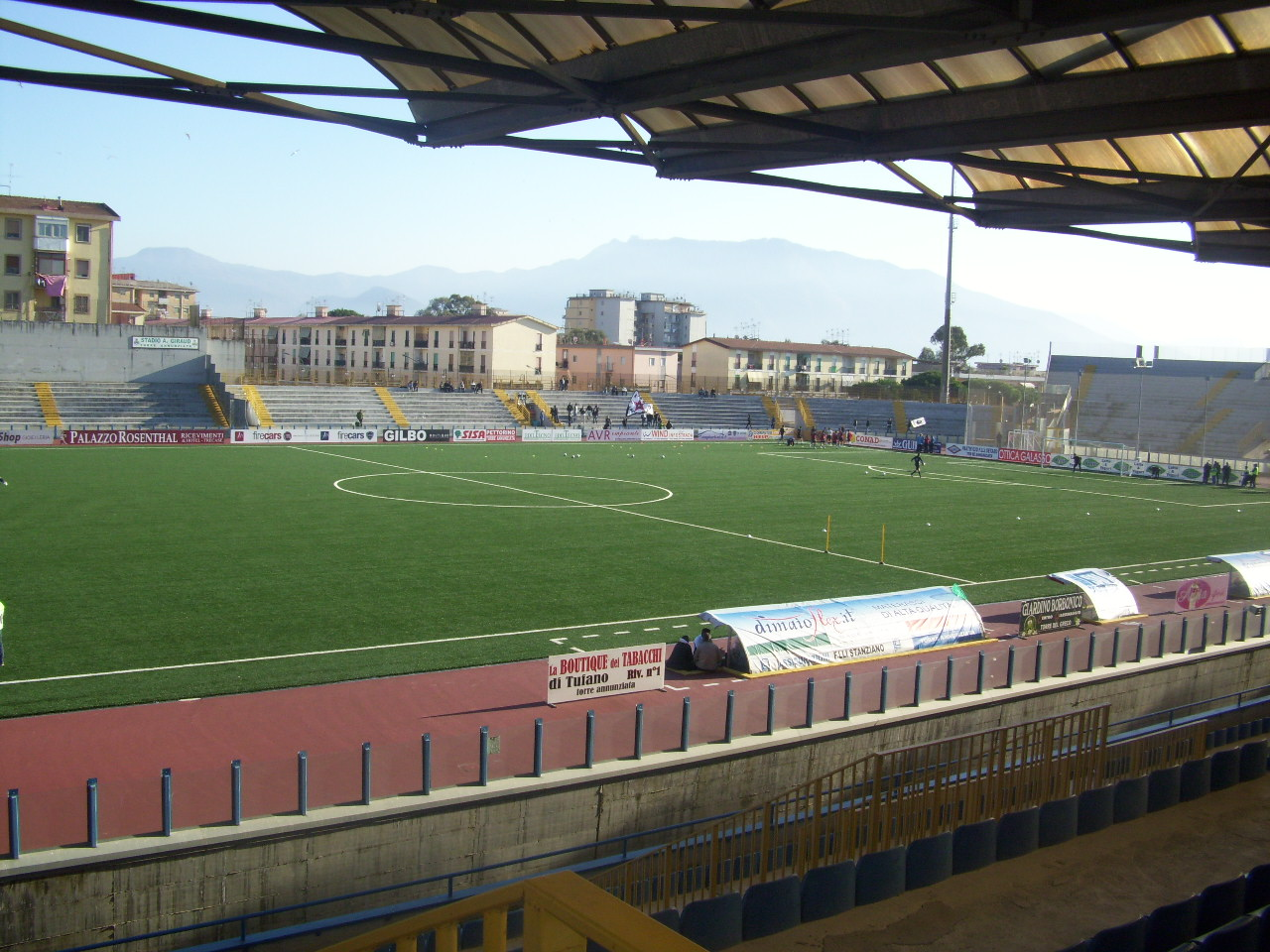
Lo stadio comunale Alfredo Giraud

Nel 1924 ha conteso lo scudetto al Genoa, ed ha disputato vari campionati di Serie A e Serie B. La squadra di calcio femminile Real Lady Savoia milita nel campionato di Serie B.
In ambito pallavolistico, la società cittadina Vesuvio Oplonti Volley milita nel campionato nazionale maschile di serie B2.
Nell'ambito della pallavolo femminile si segnala la società "Givova Fiamma Torrese", che dalla stagione agonistica 2017/18, milita nel campionato nazionale di serie B/1, con due partecipazioni ai play off per la promozione in serie A.
Molto importanti sono anche le associazioni di Boxe quali: la Pugilistica Oplonti e la Boxe Vesuviana. Tra gli sportivi torresi illustri legati alla Pugilistica Oplonti ricordiamo Ernesto Bergamasco, olimpionico a Monaco 1972, e Alfonso Pinto vicecampione olimpico ad Atene 2004. Tra i pugili illustri legati alla Boxe Vesuviana ne ricordiamo due entrambi allenati dal maestro Lucio Zurlo: Pietro Aurino olimpionico ad Atlanta 1996 e campione europeo nello stesso anno; Irma Testa, prima donna italiana a partecipare ad una olimpiade (Rio de Janeiro 2016), campionessa europea dei pesi Piuma nel 2019 e medaglia di bronzo alle Olimpiadi di Tokyo 2020 (disputate nel 2021).
Inoltre in città è presente dal 1930 una sezione dell'Associazione Italiana Arbitri, che nei decenni ha formato centinaia di arbitri, molti dei quali hanno calcato i campi della Serie A come ad esempio Francesco De Robbio, Virginio Quartuccio e Marco Guida.

### Impianti sportivi
La maggior struttura comunale è lo Stadio Alfredo Giraud. La città non ha grandi strutture sportive, data anche l'esiguità del territorio comunale. Nel 2017 è stata inaugurata la palestra comunale in via Provinciale Schiti, un primo passo verso la creazione di un palazzetto dello sport, dato che molte società sportive praticano le loro attività nelle palestre delle scuole cittadine.